# Jeanne (roman)
Vous lisez un « bon article » labellisé en 2017.
Jeanne est un roman publié par l'écrivaine française George Sand en 1844, d'abord sous forme de feuilleton dans le journal Le Constitutionnel, puis en volume. Situé dans la Creuse, il a pour personnage principal une jeune paysanne très attachée aux légendes locales et à laquelle trois messieurs de la ville s'intéressent à divers degrés. Accueilli par des avis très partagés des critiques dans la presse littéraire, Jeanne est néanmoins apprécié par plusieurs écrivains en France et ailleurs, et il est remarqué par le critique Sainte-Beuve comme le premier roman de George Sand à s'intéresser au monde paysan, quelques années avant ses « romans champêtres » comme La Mare au diable ou La Petite Fadette.
Tombé dans l'oubli quelque temps après la mort de George Sand, Jeanne est redécouvert à la faveur de rééditions critiques dans les années 1970. Cela amène les universitaires à s'intéresser à la façon dont le roman emprunte aux codes de plusieurs genres romanesques : roman-feuilleton et roman paysan, il annonce aussi les romans sociaux publiés par Sand dans les années 1840-1850, et préfigure par certains aspects l'esthétique symboliste.

## Élaboration de l'ouvrage

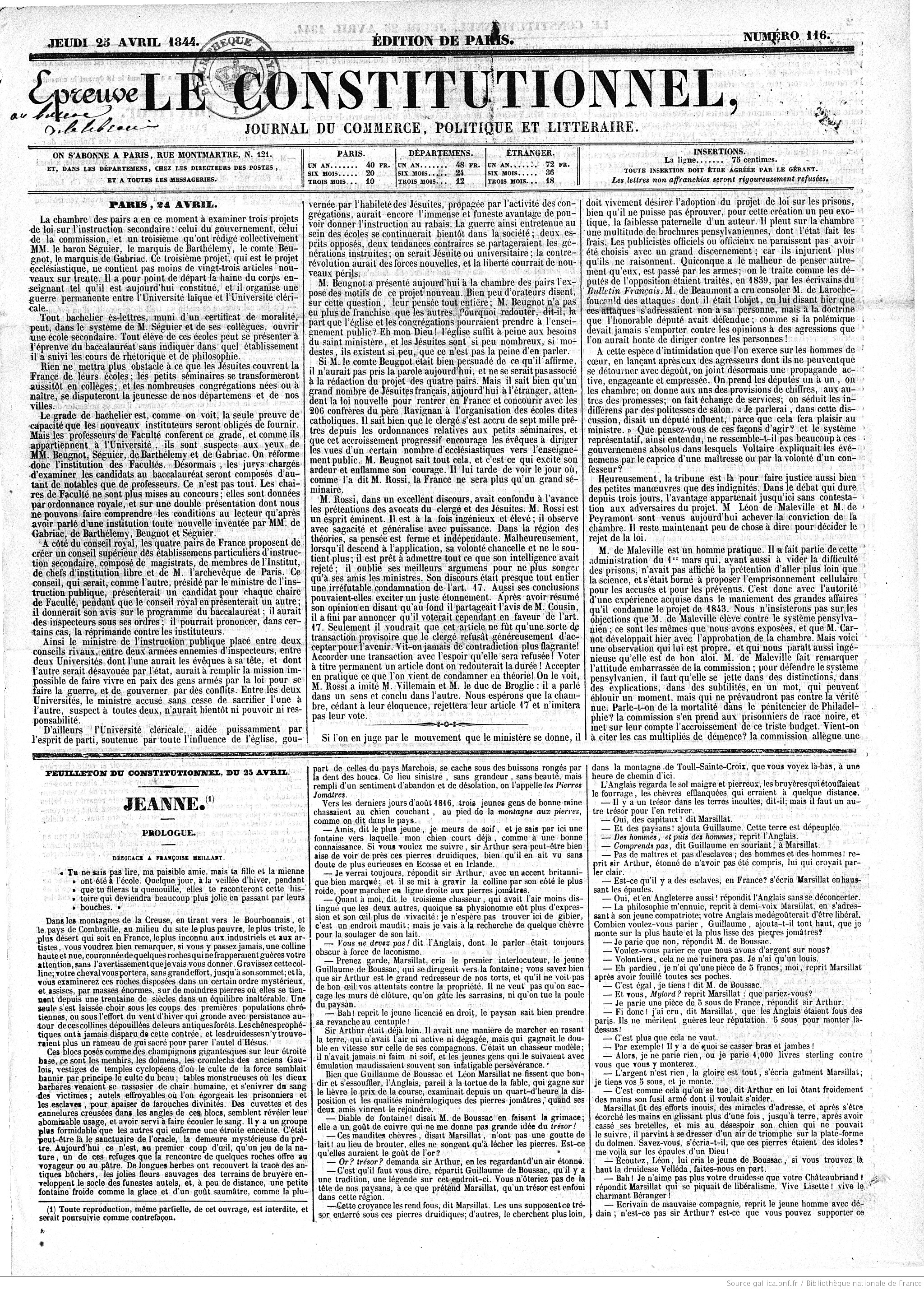
Une du Constitutionnel du 25 avril 1844 avec le début du premier épisode de Jeanne.

Au moment où George Sand conçoit le projet de Jeanne, elle est déjà une romancière bien installée, qui écrit sous un pseudonyme masculin. Le premier roman qu'elle a écrit seule, Indiana, est paru en 1832 et a remporté un succès immédiat. Cette réussite lui a donné indépendance financière et liberté personnelle, mais elle doit travailler sans relâche pour les préserver et procurer de quoi vivre à ses enfants (et parfois à son amoureux). Elle travaille donc souvent sous la contrainte de délais serrés et de besoins financiers, tout comme son contemporain Honoré de Balzac. Depuis 1832, elle a déjà publié près d'une quinzaine de romans (dont Valentine fin 1832, Lélia qui cause un scandale en 1833, Mauprat en 1837, Consuelo et sa suite La Comtesse de Rudolstadt en 1843), ainsi que des nouvelles et d'autres textes de genres variés.
Les toutes premières traces du projet du roman Jeanne remontent à 1841, peu après un voyage de George Sand à Toulx-Sainte-Croix durant lequel Charles Duvernet lui a servi de guide. Dans une lettre adressée à la femme de celui-ci début octobre 1841, George Sand indique que ce voyage lui a « donné envie de faire un roman sur Toulx et le maître d'école » et qu'elle a besoin de précisions géographiques et statistiques qu'elle espère obtenir de Charles Duvernet. Il semble qu'elle ait commencé à écrire un roman ou au moins un projet à ce moment-là, mais que ce projet ait été abandonné ensuite pour quelques années.
Début 1844, George Sand, qui a fait de l'écriture son métier et doit constamment écrire et publier pour gagner sa vie, a besoin de ressources financières supplémentaires : elle souhaite installer à Boussac une machine de presse inventée par son ami Leroux afin d'imprimer un journal, L'Éclaireur de l'Indre. Afin de réaliser cet objectif, elle passe un contrat avec le journal Le Constitutionnel pour la publication en feuilleton de deux romans : Jeanne et un second roman plus long, Le Meunier d'Angibault, chacun lui rapportant 10 000 francs (un très bon contrat pour l'époque). Le Constitutionnel n'a pas du tout la ligne politique de Sand et de ses amis, mais la somme gagnée doit permettre d'aider les combats politiques de Sand et le journal, alors dirigé par Louis-Désiré Véron, offre des contrats avantageux pour des romans-feuilletons à plusieurs auteurs, dont Eugène Sue et Honoré de Balzac.
Pour Jeanne, George Sand reprend son vieux projet et imagine un roman ancré dans le monde paysan. Son ami Henri de Latouche, lui aussi très intéressé par le monde rural et paysan, avait déjà écrit plusieurs romans qui décrivaient longuement des régions comme le Berry, leurs habitants et leurs coutumes, mais George Sand innove en faisant des paysans les personnages principaux du roman au lieu de se contenter de leur consacrer des digressions et des passages annexes à l'intrigue. Latouche indique à Sand les contraintes du feuilleton et, comme il a alors auprès d'elle un rôle de protecteur littéraire, il lui donne toutes sortes d'avis et de propositions de corrections… dont l'étude du manuscrit et du texte terminé montre qu’elle n'a pas tenu compte, agacée par ce protecteur envahissant et aux goûts plus académiques que les siens (notamment sur les noms des personnages et sur la grossièreté du personnage de la Charmoise).
La publication de Jeanne en feuilleton dans Le Constitutionnel commence ainsi le 25 avril 1844, plus vite que prévu (Le Juif errant d'Eugène Sue devait paraître en premier, mais Sue n'avait donné qu'un titre sans avoir encore le moindre plan prêt, de sorte que le roman de Sand commence à paraître en premier). George Sand a commencé à écrire Jeanne en janvier 1844, ce qui représente pour elle des délais d'écriture très courts : elle doit commencer à écrire sans avoir un plan complet ni fixé la personnalité et le rôle de tous les personnages, et elle doit en partie improviser l'intrigue au fur et à mesure des épisodes, sans oublier de maintenir l'intérêt de son lectorat par des fins d'épisode relançant chaque fois le suspense. Le dénouement du roman pose problème et est l'occasion d'âpres discussions entre Sand et Véron. George Sand a visiblement souffert de ces contraintes, au point de porter a posteriori un jugement sévère sur son propre travail dans la « Notice » de la réédition de 1852 ; elle se reproche de ne pas avoir su se couler convenablement dans la forme du feuilleton et ne pas avoir osé développer complètement ses idées et le style qu'elle aurait voulu adopter, avant de conclure : « Puisse le lecteur m'être plus indulgent que je ne le suis à moi-même ! » Simone Vierne, spécialiste de George Sand, estime que l'écrivaine n'a pas si mal réussi et que l'élaboration d'une telle intrigue au fur et à mesure relève d'un véritable tour de force.
Le manuscrit de Jeanne est l'un des rares manuscrits conservés de George Sand. Il prend la forme de deux volumes, de respectivement 252 et 255 feuillets, reliés au format in-octo. Il est conservé à la Bibliothèque nationale de France (site Richelieu) sous les cotes NAF 13514 et NAF 13515. Il est malheureusement incomplet puisqu'il y manque les quatre derniers chapitres (soit les chapitres 22 à 25) ; en outre, quelques feuillets du chapitre 4 sont manquants.

## Intrigue

### Présentation
En 1816, trois étudiants, Guillaume de Boussac (un jeune baron de la noblesse locale), Léon Marsillat (un roturier étudiant en droit) et sir Arthur Harley (un riche Anglais) se promènent en Creuse près des Pierres Jaumâtres, réputées être des vestiges gaulois, quand ils découvrent une jeune fille endormie qui les frappe par sa beauté et son innocence. Chacun lui laisse de l'argent et émet un vœu pour son avenir. Quatre ans après, Guillaume de Boussac repasse par la région et y retrouve par hasard, à Toull Sainte-Croix, la trace de son ancienne nourrice, Tula, qui vient de mourir et dont les voisins disent qu’elle a possédé des talents de magie blanche. Il découvre alors la fille de Tula, Jeanne, qui est donc sa sœur de lait. Frappé par sa beauté, il en tombe amoureux sans se l'avouer. Guillaume se rend compte que son ancien ami Léon Marsillat mène également des amourettes dans la région avec une amie de Jeanne, Claudie, et Marsillat, en vrai Don Juan, pourrait avoir aussi des vues sur Jeanne. Elle, tout à son chagrin après la mort de sa mère, est tourmentée par sa tante, la Grand'Gothe, réputée sorcière. Quand un incendie ravage la maison de Jeanne, celle-ci plonge héroïquement dans les flammes pour en retirer le corps de sa mère, mais elle a tout perdu. Après l'enterrement, Guillaume et le père Alain, le curé de la région, parviennent à persuader Jeanne de devenir servante chez la mère de Guillaume, au château de Boussac. Quoique réticente à l'idée de quitter sa campagne, Jeanne accepte, accompagnée par Claudie qui entre également au service de madame de Boussac.
Un an et demi s'écoule paisiblement. Jeanne regrette sa campagne mais s'est liée d'amitié avec la sœur de Guillaume, Marie. Les uns après les autres, les trois hommes qui avaient croisé Jeanne dans leur jeunesse tombent amoureux d'elle, ce qui gêne les projets de mariage de Mme de Charmois, une amie de Mme de Boussac, qui cherche à marier sa fille Elvire. Lors d'une plaisanterie de 1er avril, Marie et Elvire déguisent Jeanne et Marie en dames de la ville, mais la beauté de Jeanne est telle que sir Arthur Harley en tombe sincèrement amoureux et la demande en mariage. Les sentiments enfouis de Guillaume se réveillent et il se trouve partagé entre sa jalousie et son amitié pour Arthur. Jeanne, quoique touchée par la bonté de sir Arthur, vit dans un univers de croyances semi-chrétiennes et semi-païennes qui la rendent incapable de se faire à l'idée d'épouser un homme riche, surtout un Anglais. Mme de Charmois fait tout pour faire chasser Jeanne du château. En colère, et trompée par un faux avis de Raguet Bridevache, une crapule au service de Marsillat, Jeanne reprend le chemin de Toull alors que la nuit va bientôt tomber. Elle est rattrapée par Marsillat qui l'attire dans une métairie en ruines qu'il possède et tente de la séduire, puis de la violer. Jeanne est secourue au dernier moment par Guillaume et sir Arthur, prêts à se battre avec Marsillat. Mais Jeanne s'échappe en sautant d'une fenêtre et fait une chute grave qui finit par lui être fatale. Restée inébranlable dans sa vertu et dans sa naïveté, Jeanne meurt dans une hallucination où elle rejoint un troupeau céleste. Marsillat s'excuse auprès de sir Arthur, mais Guillaume se bat en duel contre Marsillat et l'estropie. Guéri de ses tendances donjuanesques, Marsillat s'oriente vers une carrière politique.

### Résumé

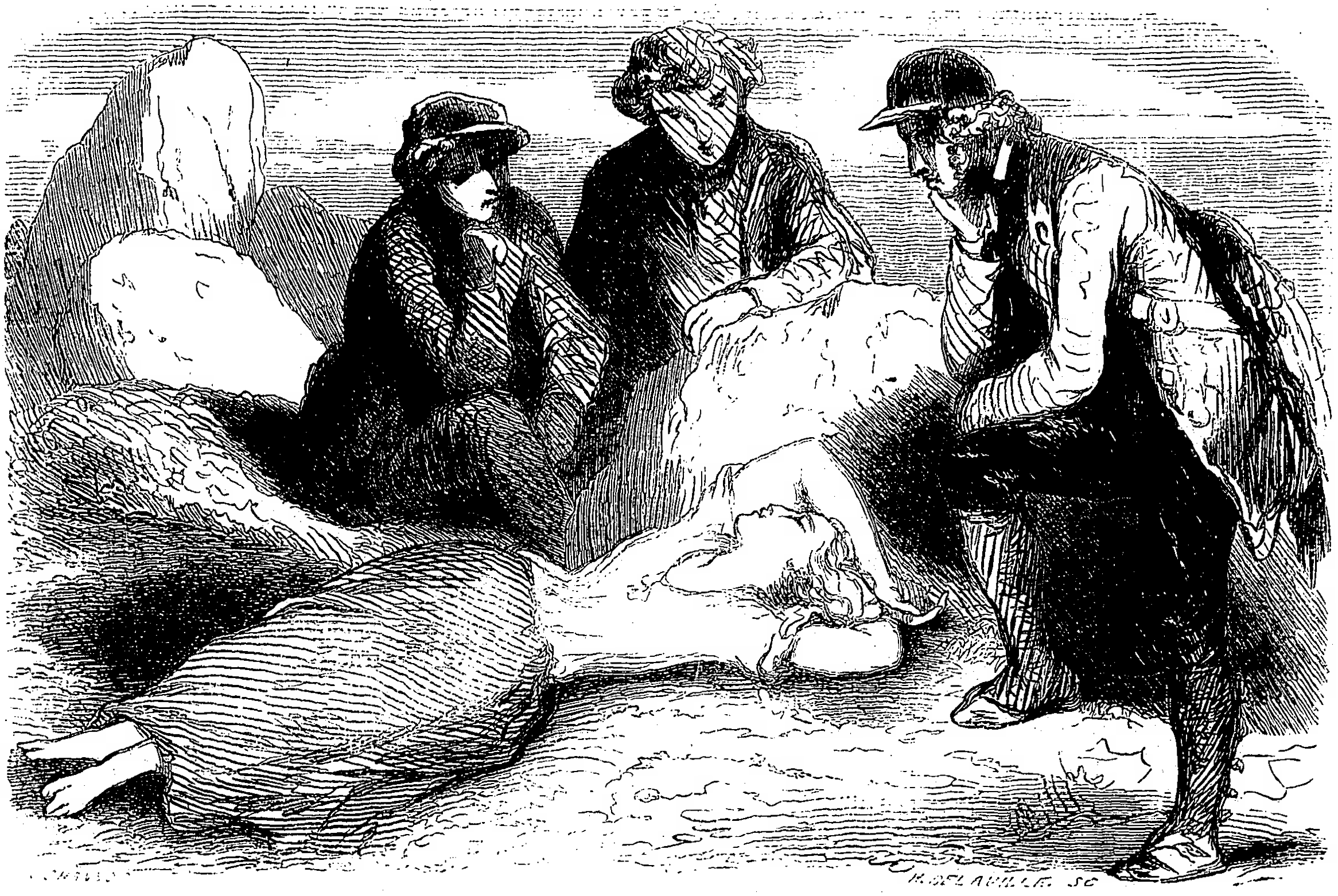
Illustration de Tony Johannot pour une réédition de Jeanne en 1853 : Guillaume de Boussac, sir Arthur Harley et Léon Marsillat regardent Jeanne endormie.

Le roman se déroule en France, dans les montagnes de la Creuse, au village de Toull (aujourd'hui Toulx-Sainte-Croix), entre 1816 et 1820.

#### Prologue
Le prologue se déroule en 1816 et montre trois jeunes gens en train de se promener dans la région : Léon Marsillat, un roturier étudiant le droit ; Guillaume de Boussac, un noble ; et sir Arthur Harley, un Anglais. Ils découvrent les Pierres Jaumâtres, qui passent à l'époque pour des vestiges gaulois, et, dans un creux de ces pierres, une jeune fille endormie, Jeanne, dans la main de laquelle ils laissent subrepticement de l'argent avant de formuler pour elle trois vœux (avoir pour amant un gaillard vigoureux, avoir un protecteur riche et généreux, et avoir un mari honnête et aimant pour soutien).

#### Chapitre I
Le reste du roman se déroule en 1820. Guillaume de Boussac repasse par la région, où il rencontre le paysan Léonard, puis la mère Guite et sa sœur la Grand'Gothe. Guillaume s'aperçoit que Claudie, fille de la mère Guite, est courtisée par Léon Marsillat, qui est lui aussi repassé dans la région.

#### Chapitre II
En surprenant une conversation près du cimetière entre Léonard et la mère Guite, Guillaume retrouve la trace de sa nourrice d'enfance, Tula, et apprend qu'elle a en outre allaité Jeanne, qui est donc sa sœur de lait. Guillaume va trouver Tula, mais celle-ci, malade, vient de mourir.

#### Chapitre III
Guillaume se présente dans la maison de la défunte. Il rencontre Jeanne et veille Tula avec elle à l'étonnement de la Grand'Gothe. Guillaume vient ensuite en aide à la jeune femme, qui est en butte aux persécutions de la Grand'Gothe, cupide et revêche. Guillaume se fait accompagner par Jeanne sous la pluie et tous deux trouvent un instant refuge au creux de gros rochers.

#### Chapitre IV
Davantage de détails sont donnés par le narrateur au sujet de Jeanne, de sa mère Tula et de la Grand'Gothe, qui toutes passent dans la région pour dotées de la connoissance, c'est-à-dire pour être des magiciennes, Tula ayant pratiqué la magie blanche tandis que la Grand'Gothe pratique la magie noire. La scène de la grotte reprend ensuite : Guillaume, ému, interroge Jeanne pour mieux la connaître et la trouve aussi vertueuse que naïve.

#### Chapitre V
Guillaume rencontre ensuite le curé local, M. Alain, passionné d'archéologie et d'histoire celte, plus rêveur que rigoureux. Guillaume veut persuader le curé de l'aider à convaincre Jeanne de partir pour la ville avec lui afin de la soustraire à la Grand'Gothe, mais Léon Marsillat, retardé par l'orage, se réfugie chez le curé à ce moment.

#### Chapitre VI

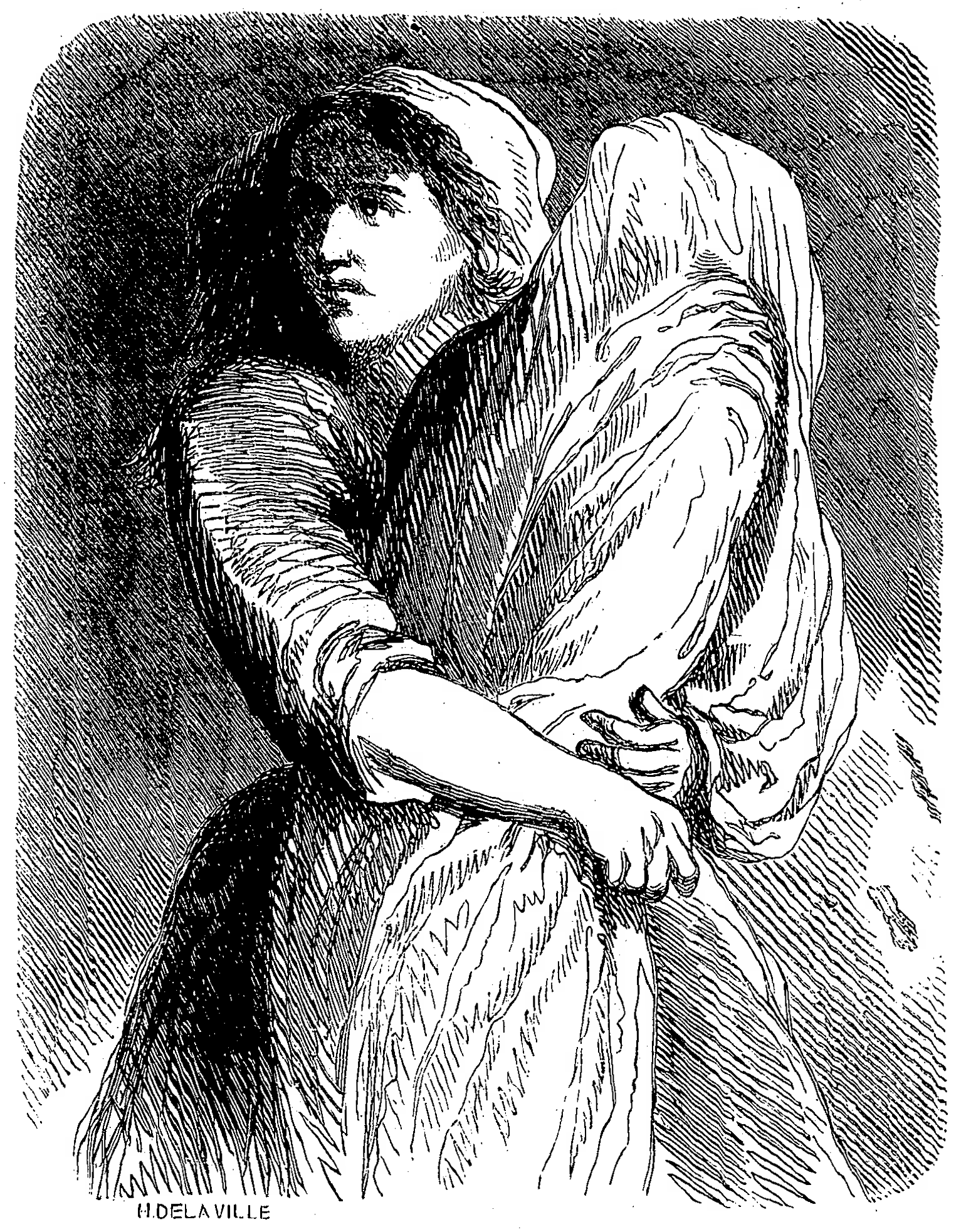
Jeanne soustrait aux flammes le corps de sa mère. Illustration de Tony Johannot, 1853.

Marsillat a vite fait de comprendre les buts de Guillaume visant Jeanne et il argumente en sens inverse auprès du curé. Marsillat aborde alors le sujet de ses trouvailles géologiques : il soupçonne que les dangereux trous d'eau à flanc de colline que les paysans appellent les viviers pourraient receler des sources anciennes exploitables pour le profit de la région. Tous trois sont interrompus par des cris d'alarme : la foudre est tombée du côté d'Ep-Nell et la maison de Jeanne brûle.

#### Chapitre VII
Face à l'incendie, Guillaume, Léon et Léonard sont impuissants à organiser les secours. Jeanne revient chez elle et s'aperçoit que le cadavre de sa mère n'a pas été mis à l'abri : en dépit des tentatives de Guillaume pour la retenir, elle plonge seule dans la maison en flammes et en ressort avec le cadavre maternel enveloppé dans son linceul. Cette prouesse renforce l'idée des paysans que Jeanne a hérité des talents de magie blanche de sa mère.

#### Chapitre VIII
Guillaume, Léon, Cadet et le curé de Toull restent auprès de Jeanne qui garde le corps de sa mère à la belle étoile. Durant la nuit, ils entendent un bruit de battoir qui éveille la peur de Cadet et de Jeanne, persuadés qu'il s'agit d'une lavandière de nuit. Guillaume et Léon se mettent en marche pour en avoir le cœur net et découvrent une vieille femme qui s'enfuit en leur lançant des pierres, dont une assomme Guillaume.

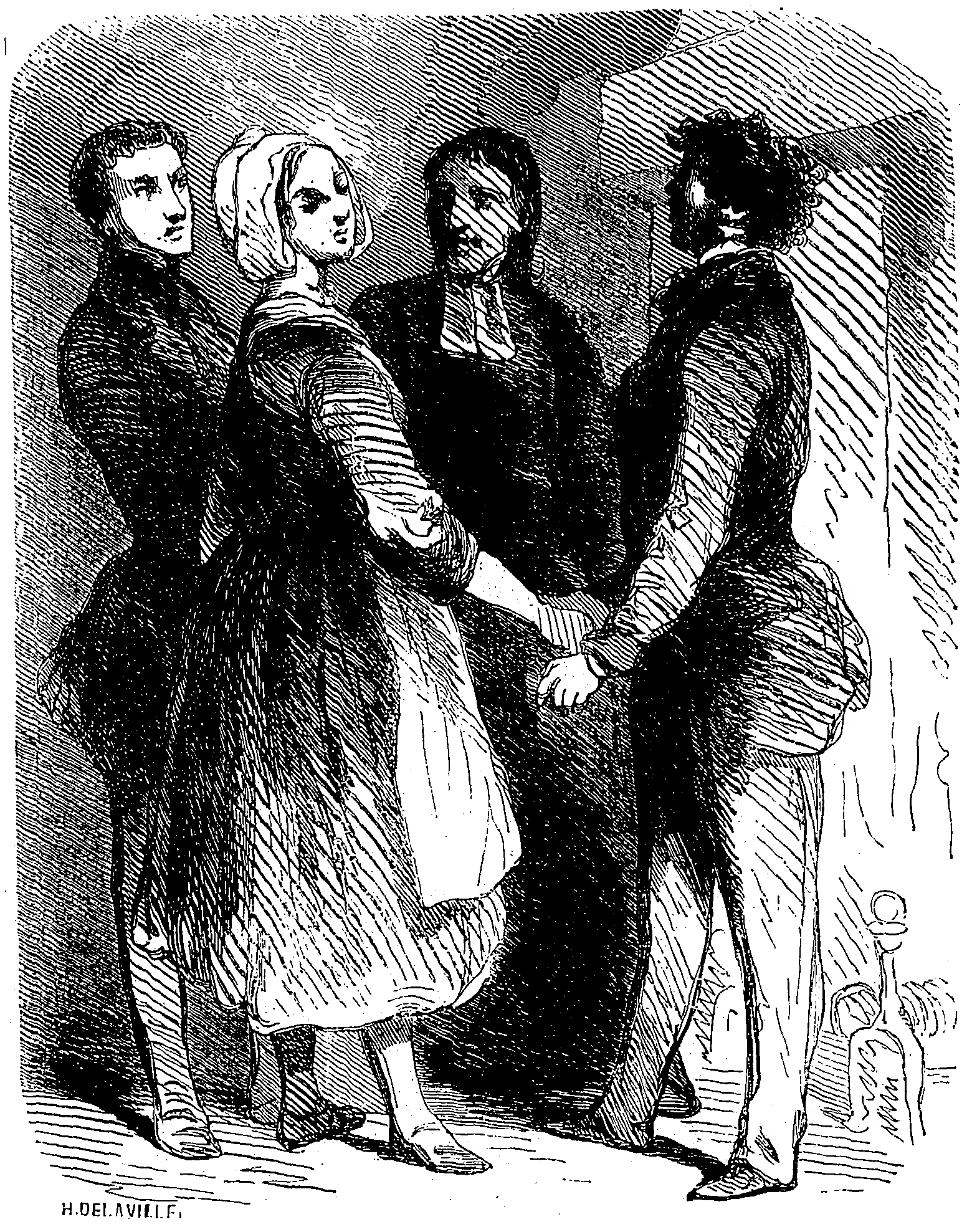
Guillaume, Jeanne, le curé Alain et Marsillat. Illustration de Tony Johannot, 1853.

#### Chapitre IX
Guillaume se réveille le lendemain alors que Jeanne revient de l'enterrement de sa mère. Peu après, tous se trouvent confrontés à la Grand'Gothe qui a amené avec elle Raguet, surnommé Bridevache (c'est-à-dire « voleur de vaches »), connu pour tremper dans des affaires louches. La Grand'Gothe veut garder Jeanne sous sa coupe, mais le curé intervient, soutenu par Guillaume. Ils parviennent à convaincre Jeanne d'aller s'installer provisoirement au château de Boussac, chez la mère de Guillaume, et d'entrer à son service en attendant de retrouver du travail dans la région.

#### Chapitre X
Dix-huit mois plus tard, Jeanne et Claudie sont entrées au service de la mère de Guillaume, qui raconte à son amie Mme de Charmois tout le bien qu'elle pense d'elles. Jeanne s'occupe de garder les troupeaux et de préparer la nourriture, et elle se lie déjà d'amitié avec la sœur de Guillaume, Marie de Boussac. Mme de Charmois cherche à marier sa fille Elvire et s'intéresse à Guillaume, puis à sir Arthur.

#### Chapitre XI
C'est le 1er avril, jour des plaisanteries. Comme Mme de Charmois et sa fille sont à la maison, Marie et Elvire imaginent de déguiser Claudie et Jeanne en dames de la ville et les présentent ainsi à leurs mères. Mme de Boussac réagit bien, mais pas Mme de Charmois, qui craint que des invités ne se présentent. Justement, arrive au château Léon Marsillat, devenu dans l'intervalle avocat à Guéret, qui reconnaît les deux déguisées et jette des regards enflammés à Jeanne. Marsillat feint d'annoncer l'arrivée imminente de graves personnages de la ville, mais il s'agit là encore d'une plaisanterie : les visiteurs qui arrivent sont Guillaume et sir Arthur, de retour d'un voyage de santé en Italie.

#### Chapitre XII
Guillaume et Arthur sont frappés par la beauté de Jeanne, à qui ses habits de dame vont parfaitement. Jeanne, Claudie et Cadet voient un Anglais pour la première fois ; Jeanne, qui a été bercée dans la légende de Jeanne d'Arc, s'étonne que sir Arthur ne ressemble pas à un démon. Pour alimenter la blague, Marsillat présente Jeanne sous le nom de miss Jane, gouvernante anglaise de Marie. Arthur est si frappé de la beauté de « Miss Jane » (il ne reconnaît pas Jeanne, qu'il n'a vue qu'une fois jeune fille quatre ans plus tôt) qu'il en tombe amoureux. Mme de Charmois le questionne sur ses projets de mariage, espérant l'accorder avec Elvire, mais, huit jours après, sir Arthur lui écrit un billet pour lui demander la main de « Miss Jane ».

#### Chapitre XIII
Mme de Charmois est si outrée de recevoir le billet de sir Arthur Harley qu'elle fait comme si elle n'avait rien reçu, non sans en informer Mme de Boussac. Peu après, Marie et Guillaume reçoivent d'un coursier une lettre en anglais de sir Arthur, adressée à Jeanne. Marie sonde les sentiments de Jeanne et en conclut que la paysanne n'est pas amoureuse de l'Anglais, mais que celui-ci pourrait espérer la séduire.

#### Chapitre XIV
Peu après, un soir, sir Arthur revient à Boussac pour savoir ce que sont devenues ses lettres, restées sans réponse. Marie et Guillaume le détrompent sur "Miss Jane" et l'Anglais prend une nuit pour réfléchir sur le parti à prendre et va trouver Jeanne.

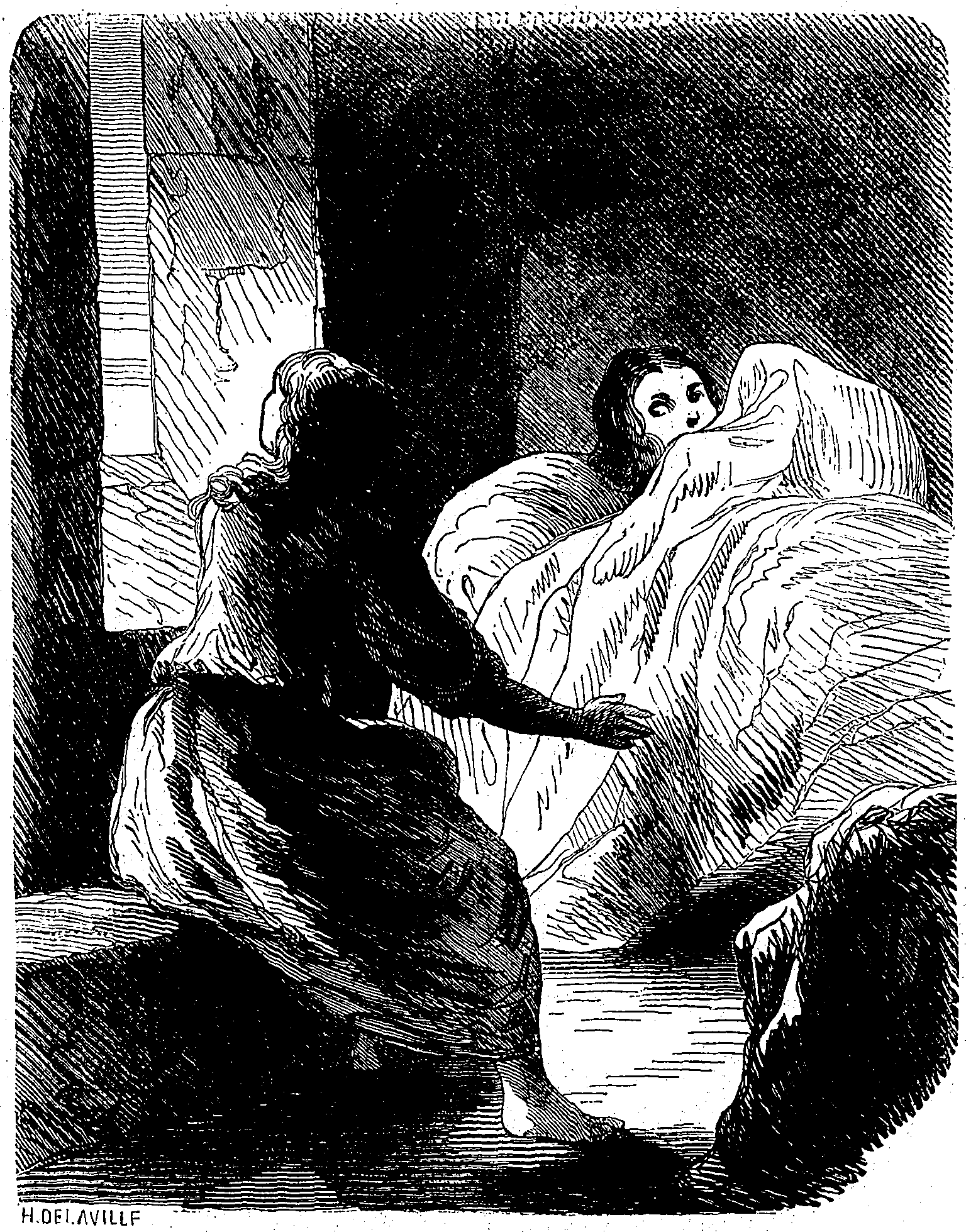
Jeanne et Claudie au chapitre XV. Illustration de Tony Johannot, 1853.

#### Chapitre XV
Sir Arthur Harley questionne Jeanne mais découvre qu'elle n'a pas l'intention de se marier. Amoureux fou de la jeune fille, Arthur persiste à tenter de lui faire la cour. Son projet de mariage avec une simple paysanne paraît fou et promet de susciter des moqueries, mais Marie décide de le soutenir. Guillaume le souhaite aussi par amitié pour Arthur, mais son amour en est blessé et il replonge dans la tristesse. Pendant ce temps, Jeanne et Claudie discutent dans leur tourelle et entrevoient une silhouette qui s'introduit dans le domaine ; elles croient d'abord à un fade (un personnage féérique), puis Jeanne soupçonne Raguet.

#### Chapitre XVI
Marsillat recommence à fréquenter Boussac mais délaisse Claudie pour entreprendre Jeanne, dont la froideur l'arrête cependant. Devinant les sentiments de Guillaume et ceux d'Arthur envers la paysanne, il les entraîne un soir vers le pré aux vaches où ils trouvent Jeanne endormie. Tous trois se souviennent alors de leur première rencontre avec la jeune femme, « la Velleda du mont Barlot ». Jeanne s'éveille et Marsillat lui révèle sans ménagement la vérité sur l'origine des pièces qu'elle avait trouvées dans sa main quatre ans plus tôt. Jeanne avoue qu'elle avait cru à un cadeau des fades et supporte mal les moqueries de Marsillat. La discussion s'engage entre eux quatre au sujet des croyances et des légendes paysannes. Guillaume de Boussac en défend l'intérêt tandis que Marsillat y voit des superstitions qui servent les intérêts de la noblesse en entretenant la paysannerie dans l'ignorance et la peur. Arthur tente un avis plus nuancé. Jeanne, elle, refuse de renoncer à ses croyances : les messieurs de la ville ne vivent pas jour et nuit à la campagne et ne peuvent donc pas comprendre les choses étranges auxquelles les paysans assistent régulièrement.

#### Chapitre XVII
Le lendemain, Marie tente de faire avouer à Jeanne pourquoi elle ne veut pas se marier. Jeanne s'explique sur ses croyances aux fades et sur le culte naïf et presque païen qu'elle voue à Napoléon et à Jeanne d'Arc, qu'elle appelle « la Grande Pastoure » et qu'elle considère plus ou moins comme faisant partie des fades. Marie assure à Jeanne que tous les Anglais ne sont pas mauvais et tente de découvrir les sentiments que sir Arthur lui inspire, mais Jeanne s'en effraie. Marie rapporte la conversation à Sir Arthur, qui se résout à faire sa cour patiemment.

#### Chapitre XVIII
Quelques semaines passent. Dans les villages, des ragots malveillants courent au sujet d'un Anglais excentrique amoureux de Jeanne, qui passe pour jouer à la cruelle afin de l'épouser pour sa richesse. Jalouse de la beauté de Jeanne qui surpasse celle de sa fille, Mme de Charmois rapporte complaisamment ces ragots à Mme de Boussac, qui refuse d'y croire. Sir Arthur est toujours amoureux de Jeanne. Les sentiments de Guillaume envers Jeanne le tourmentent plus que jamais, renforcés par les allusions ironiques de Marsillat.

#### Chapitre XIX
Guillaume finit par avoir une violente attaque de nerfs une nuit. Jeanne le veille. Guillaume se réveille et finit par lui avouer son amour. Terrifiée, Jeanne quitte la chambre, puis va au pré le lendemain comme d'habitude. Sir Arthur vient sonder les sentiments de Jeanne : embarrassée, elle explique qu'elle aime son parrain d'amitié et non d'amour et serait obligée de retourner à Toull si Guillaume continuait à la convoiter. La nuit venue, Raguet vient trouver Jeanne alors qu'elle rentre du linge et lui fait croire que sa tante, la Grand'Gothe, est gravement malade.

#### Chapitre XX
Le lendemain, Mme de Charmois explique à Mme de Boussac que le seul moyen de soigner Guillaume est de le laisser prendre Jeanne pour maîtresse avant de le marier à une autre. Mme de Charmois convoque Jeanne, la blâme de se jouer de sir Arthur dont elle prétend qu'il est marié, et la presse d'avouer qu'elle a une liaison avec Guillaume. En colère devant ces insinuations, Jeanne s'en va et décide de quitter discrètement Boussac, non sans chagrin, pour aller retrouver son village et sa tante. Raguet observe son départ et va mettre au courant Léon Marsillat, qui le traite avec mépris et lui reproche ses bassesses, notamment sa ruse consistant à se déguiser en lavandière de la nuit pour effrayer ses voisins. Malgré tout, le désir de Marsillat pour Jeanne se rallume et il part en suivant les indications de Raguet.

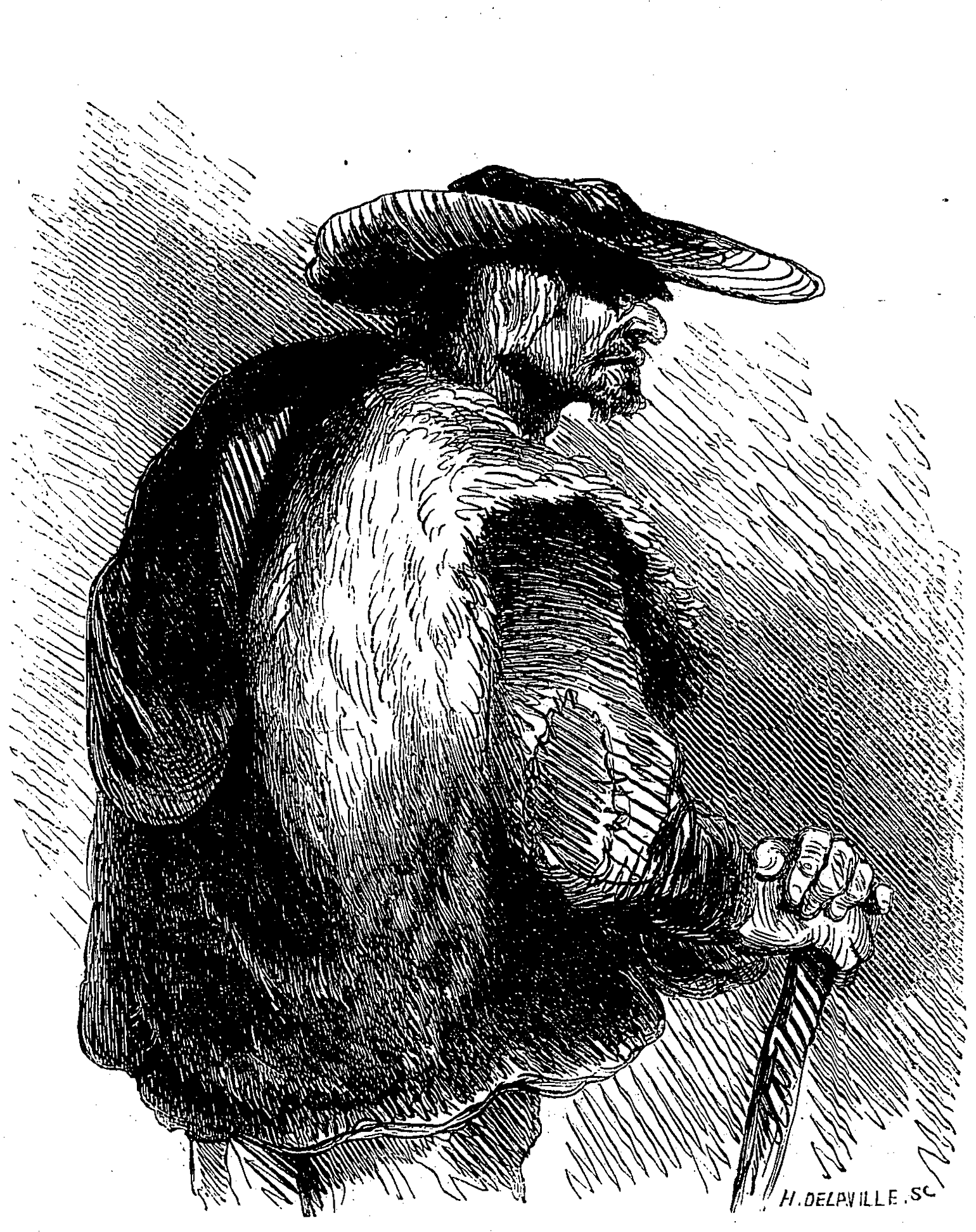
Raguet Bridevache. Illustration de Tony Johannot, 1853.

#### Chapitre XXI
Mélancolique, Jeanne se réjouit déjà de retrouver sa vie rurale. Marsillat la rattrape à cheval à la nuit tombée et lui ment en lui faisant croire que sa tante malade se trouve dans une métairie à demi en ruines qu'il possède près de Lavaufranche, afin que Jeanne accepte de l'y suivre.

#### Chapitre XXII
Une fois parvenus à la métairie, Marsillat multiplie les mensonges et enferme Jeanne à clé avec lui dans une chambre d'une tourelle où il tente de la séduire. Il finit par s'impatienter et la poursuit dans la chambre pour lui arracher un baiser, lorsque des coups retentissent à la porte.

#### Chapitre XXIII
Dans l'intervalle, Guillaume, pris de remords devant sa propre conduite qui a provoqué le départ de la servante, est parti à la recherche de Jeanne et a rencontré en chemin sir Arthur. Tous deux ont à leur tour croisé Raguet, qui les a renseignés au terme d'un entretien tendu et moyennant un large paiement. Guillaume, persuadé que Marsillat va tenter de violer Jeanne, est hors de lui et prêt à se battre, tandis qu'Arthur, quoique tout aussi ému, conserve davantage son sang-froid. Les deux hommes arrivent à la métairie et Arthur laisse Guillaume fouiller la cour tandis qu'il se dirige droit vers la tourelle grâce à des renseignements supplémentaires qu'il a discrètement arrachés à Raguet. Arthur écoute à la porte puis y frappe et, devant les refus de Marsillat, enfonce la porte. Ils trouvent Marsillat fusil en main, mais Jeanne n'est plus visible : elle a trouvé moyen de s'enfuir. Tandis que Guillaume tente d'aller retrouver Jeanne, Arthur provoque Marsillat en duel à deux jours de là avant de prendre congé.

#### Chapitre XXIV
Guillaume et Arthur, aidés de nouveau par Raguet, retrouvent Jeanne vivante au fond d'un fossé, près d'un ruisseau : elle a sauté par la fenêtre et fait une chute grave qui lui a fait perdre temporairement connaissance et la mémoire des dernières heures. Ils ramènent Jeanne à Boussac où elle est soignée et inventent une histoire de chute de cheval pour dissimuler les événements survenus chez Marsillat. Le lendemain, Mme de Charmois explique à Mme de Boussac qu'elle a fait croire à Guillaume que Jeanne était sa sœur, issue d'une union illégitime entre son père et la défunte servante Tula. Mme de Boussac s'indigne, puis approuve l'ingéniosité du procédé, qui guérira Guillaume de ses amours mal dirigées ; Mme de Charmois espère ainsi faire épouser Elvire à Guillaume. Pendant ce temps, Jeanne a retrouvé la mémoire, mais reste pâle et fragile. Elle se montre sensible à l'amitié de Marie et à la courtoisie de sir Arthur, mais elle refuse toujours de se marier. Sir Arthur, qui s'est entretenu dans la journée de la veille avec le curé de Toull, propose de le faire venir car il soupçonne que le refus de Jeanne peut provenir d'un vœu prononcé dans sa jeunesse.

#### Chapitre XXV
Cadet s'inquiète de la santé de Jeanne, qui insiste pour travailler comme si de rien n'était. Le curé de Toull discute avec elle : en trouvant les pièces laissées par les fades, Jeanne, sur la recommandation de sa mère, a prononcé un triple vœu, de pauvreté, de chasteté et d'humilité. Le curé tente de lui faire comprendre que ce ne serait pas un péché d'y renoncer et propose de s'adresser à Rome, mais Jeanne refuse. Quelques heures après, Marie trouve Jeanne en prières dans sa chambre, livide : elle demande à se confesser, puis paraît se rétablir, mais le médecin prévient sir Arthur qu'elle va être emportée par une commotion cérébrale. Arthur éloigne les autres et reste seul avec Jeanne et le médecin. Jeanne chantonne et croit être de retour auprès de son troupeau ; elle croit voir Marie au lieu d'Arthur. Après quelques dernières paroles lucides à Arthur à qui elle conseille d'épouser Marie de Boussac, Jeanne meurt en croyant voir le soleil et le clocher de Toull. Elle est enterrée à Toull près de sa famille. Marsillat, touché, s'excuse platement auprès d'Arthur, mais il est provoqué en duel par Guillaume, qui, dans son emportement, lui fait une blessure à la cuisse qui le rend moins séduisant. Sir Arthur finit par épouser Marie de Boussac. Guillaume n'épouse pas Elvire de Charmois. Marsillat, dépité et en partie corrigé, cesse ses libertinages, mais reste égoïste et décide de se vouer à son ambition politique.

## Analyse

### Les codes du roman-feuilleton

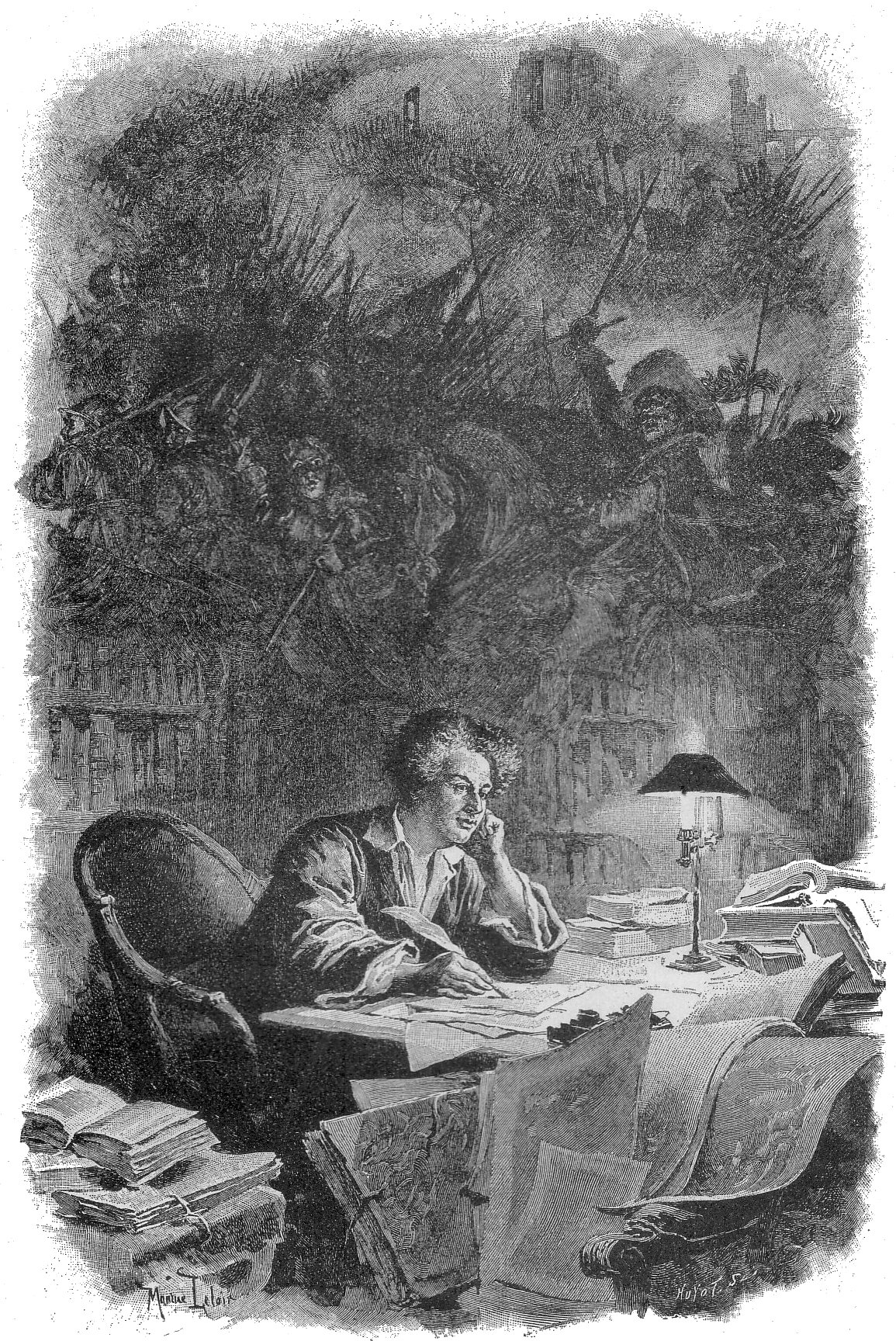
Alexandre Dumas (ici sur une gravure de Maurice Leloir et Jules Huyot) est l'un des principaux feuilletonistes des années 1840.

Jeanne paraît d'abord dans la presse sous forme de feuilleton, et il tente de reprendre les codes du roman-feuilleton. Cependant, George Sand se démarque par la suite de ce genre romanesque dans plusieurs textes théoriques des années 1840-50 (dont la Notice de La Mare au diable en 1845 et l'Avant-propos de Lucrezia Floriani en 1846). Dans la notice écrite a posteriori pour Jeanne en 1852, Sand prend le parti de considérer Jeanne comme un échec en tant que roman-feuilleton : elle reconnaît un talent certain de feuilletonistes à des auteurs comme Alexandre Dumas et Eugène Sue, mais s'en distancie et se range, avec Honoré de Balzac, dans une catégorie d'écrivains différente, moins intéressés par les multiples rebondissements des intrigues, mais attachés comme les feuilletonistes à la représentation de l'homme, de son milieu et de ses passions,.
Si Sand porte un jugement rétrospectif sévère sur son roman, c'est avant tout parce qu'elle estime avoir été gênée par les conventions du roman-feuilleton qui l'ont empêchée de traiter son sujet comme elle l'aurait voulu. Cependant, l'étude du roman a permis de nuancer cet avis. L'examen du manuscrit de Jeanne avec ses corrections et ajouts permet de voir que Sand est attentive à plusieurs des procédés courants du roman-feuilleton. Tout d'abord, le maintien du suspense dramatique se fait par l'intermédiaire des fins de chapitres (correspondant aux fins des épisodes parus successivement), qui contiennent toujours une menace plus ou moins imminente. Laetitia Hanin analyse ainsi les fins des cinq premiers chapitres : « promesse d'une destinée malheureuse pour Jeanne ; rêves étranges ; confrontation avec un cadavre ; tête-à-tête de Jeanne et de Guillaume au moment où éclate l'orage ; rapprochement des deux mêmes pendant cet orage ». Ensuite, Sand reprend à son compte la pratique, courante dans les romans-feuilletons, des résumés, récapitulations et rappels réguliers de l'intrigue des épisodes précédents. Ainsi le dialogue entre madame de Boussac et la Charmois au début du chapitre X contient-il de nombreux rappels après une ellipse temporelle marquant le début d'une nouvelle phase de l'intrigue. Ce procédé est aussi visible dans des ajouts plus discrets rappelant par exemple les liens de parenté entre les personnages. Un troisième procédé courant du genre est le coup de théâtre, auquel Sand a régulièrement recours : la mort de la mère de Jeanne, la demande en mariage de Jeanne par Arthur, la tentative de viol sur Jeanne par Marsillat, la chute de Jeanne et, pour finir, sa mort. En dépit des fortes contraintes ayant pesé sur l'écriture du roman, certains rebondissements principaux sont préparés longtemps à l'avance dans l'intrigue, en particulier la tentative de séduction puis de viol par Marsillat, amenés par l'intermédiaire d'un développement progressif de la psychologie du personnage. L'hésitation de Sand sur le dénouement à donner à Jeanne fait même l'objet d'une mise en abyme au chapitre XIII dans la bouche de Marie de Boussac, qui, fascinée par la mystérieuse Jeanne, déclare, : « J'ai fait plus de vingt romans sur elle sans trouver un dénouement qui eût le sens commun. »

### Un roman paysan

#### L'intérêt de Sand pour la paysannerie du Berry
Dans la « Notice » de la réédition de 1852, George Sand présente Jeanne comme « une première tentative qui m'a conduit [sic, Sand écrit sous un pseudonyme masculin] à faire plus tard La Mare au diable, Le Champi et La Petite Fadette » . On pourrait donc penser que c'est son premier roman paysan qui la conduit peu à peu à la série de ses romans champêtres, plus connus. Cependant, Simone Vierne montre que l'intérêt de George Sand pour le monde rural et paysan est bien plus ancien que Jeanne et se trouve déjà par allusions dès ses premiers romans, comme Valentine en 1832 (le décor du Berry), Simon en 1836 (les fêtes paysannes ainsi que la description de la région de la Marche), Mauprat en 1837 (qui se déroule dans le Berry, en partie à Crevant) et Les Visions de la nuit dans les campagnes (qui montre l'intérêt de Sand pour les croyances et légendes paysannes). Jeanne marque donc un tournant qui est le produit d'une longue maturation plutôt que d'un changement soudain dans les thèmes abordés par Sand.
Au moment de sa parution, Jeanne est un roman d'une grande originalité dans sa mise en scène directe de paysans et de paysannes parmi les personnages principaux. Avant Sand, le romancier Henri de Latouche, ami de l'auteure, avait déjà consacré au monde paysan de la Marche, de la Brenne et du Berry des descriptions détaillées dans des romans comme Grangeneuve en 1835, Fragoletta en 1840 ou Leo la même année, mais il ne s'agit que de pages ou de scènes isolées, tandis que Sand innove en faisant de l'évocation du monde paysan le cœur de son propos.
La dédicace du roman est elle aussi originale, puisque George Sand dédie Jeanne à Françoise Meillant, une paysanne qui est l'une de ses servantes, à son service depuis dix-huit ans au moment de la parution du livre. Meillant est illettrée mais Sand lui dédie le roman en ces termes : « Tu ne sais pas lire, ma paisible amie, mais ta fille et la mienne ont été à l'école. Quelque jour, à la veillée d'hiver, pendant que tu fileras ta quenouille, elles te raconteront cette histoire qui deviendra beaucoup plus jolie en passant par leurs bouches. » Cette dédicace est un acte subversif, qui s'écarte de la pratique habituelle des dédicaces, car il ne s'agit pas ici de manifester une reconnaissance sociale envers quelqu'un mais de montrer qu'une paysanne du Berry est quelqu'un avec qui on peut parler. La dédicace intègre le livre au monde paysan en le replaçant dans l'oralité rurale, tout en montrant une conscience du progrès de l'éducation dans les campagnes : Sand sait que les paysans qui ne peuvent pas encore le lire vont pouvoir le faire à la génération suivante, grâce à l'éducation et à l'arrivée des collections de livres à bas prix.

#### Une description réaliste du monde paysan

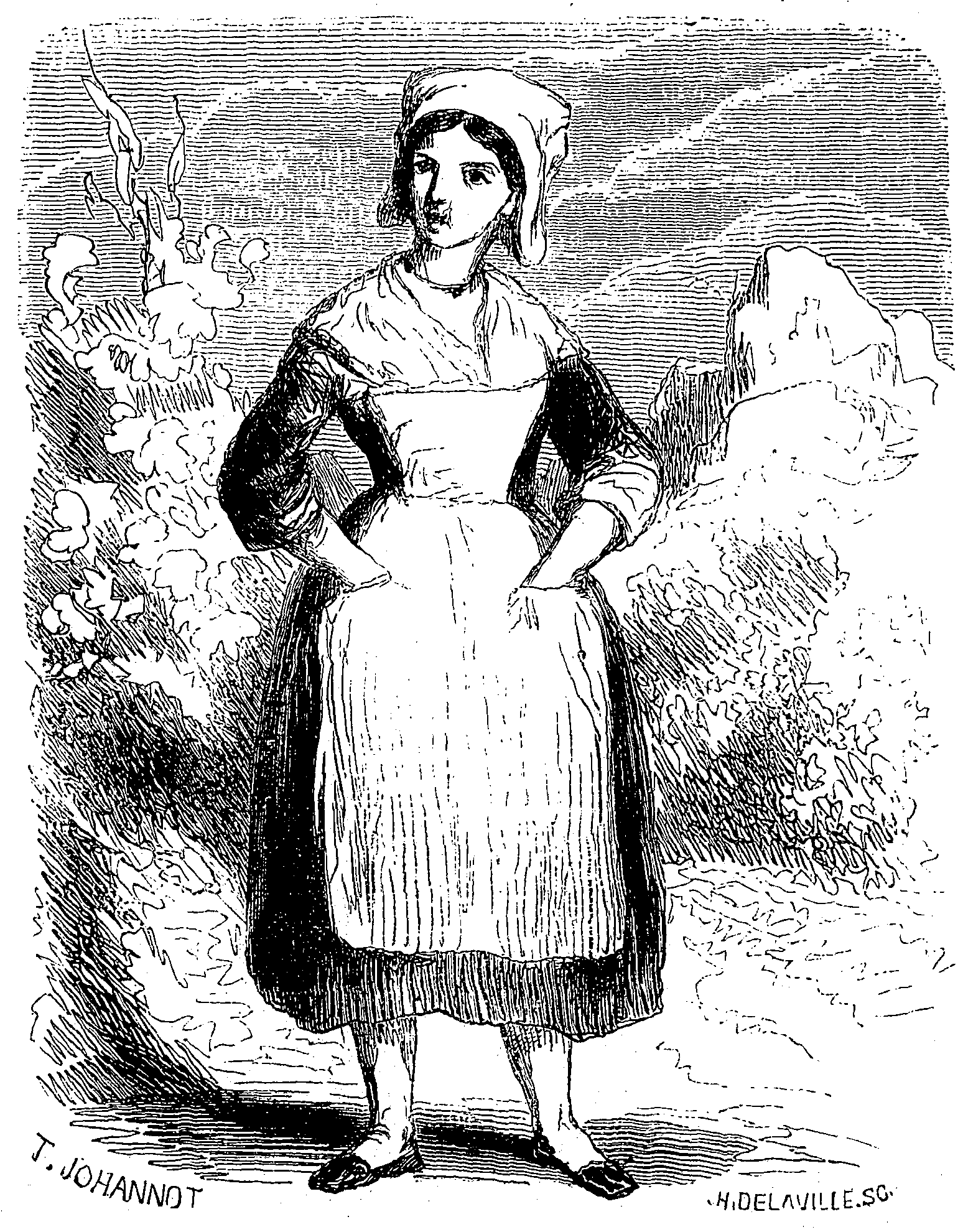
Une paysanne creusoise. Illustration de Tony Johannot pour une réédition du roman en 1853.

Loin d'être systématiquement idéalisés, les paysans mis en scène dans Jeanne sont très variés dans leurs personnalités et leurs rôles,. Le personnage principal, Jeanne, évoque selon Sand un type de personne qui existe bel et bien dans cette région quoique les romanciers l'aient délaissé au profit de personnages plus sombres et pleins de défauts. Simone Vierne estime cependant que Jeanne relève avant tout d'une « figure archétypique », comme la plupart des héroïnes et héros sandiens de cette période de son œuvre. Jeanne est un personnage idéalisé d'une vertu sans faille. En revanche, les autres paysans, figurant parmi les personnages secondaires, apparaissent beaucoup plus humains et loin d'être exempts de défauts tels que la cupidité, la xénophobie, l'envie ou la malhonnêteté, comme le montrent des personnages tels que la Grand'Gothe et Raguet. Les paysannes sont loin d'être toutes aussi naïvement pures et chastes que Jeanne : Claudie, l'amie de Jeanne, une jeune femme non encore mariée comme elle, ne dédaigne pas les amourettes (notamment avec Marsillat), et le narrateur explique que cela n'est d'ailleurs pas bien grave aux yeux de la population locale. Les conquêtes féminines de Marsillat et la complicité louche acceptée par Raguet Bridevache avec ce dernier achèvent de peindre un monde paysan contrasté, dont certains représentants font montre d'une moralité parfaite tandis que d'autres s'adonnent à des machinations douteuses rappelant le portrait sombre qu'Honoré de Balzac donne des paysans dans son roman Les Paysans, dont la première partie paraît la même année que Jeanne.
Bien que le monde paysan soit placé au centre du roman, la volonté de réalisme et de nuance déployée par Sand dans Jeanne n'est pas réservée à ce milieu social. La petite noblesse de Boussac et les bourgeois libéraux comme Léon Marsillat sont croqués de façon tout aussi contrastée : en témoigne la grande ambiguïté de Marsillat, capable aussi bien de générosité et d'honnêteté que d'une ambition dévorante, de mensonge, de manipulation et en définitive d'une tentative de viol. Marsillat reste cependant le seul représentant de la bourgeoisie, guère reluisant. La noblesse campagnarde, en revanche, est représentée avec beaucoup de nuance, entre l'idéalisme littéraire et velléitaire de Guillaume de Boussac, l'enthousiasme chrétien plus actif de sa sœur Marie qui devient l'amie de Jeanne et le progressisme social d'Arthur Harley.

#### Les croyances et légendes paysannes
Le roman contient de nombreuses explications et allusions aux croyances et aux légendes paysannes de la région. C'est le cas de la croyance aux fades, êtres invisibles bons ou mauvais susceptibles d'apporter bienfaits, incidents ou malheurs graves aux hommes. Jeanne et plusieurs autres personnages de paysans comme Claudie ou Cadet croient fermement à ces êtres et cela oriente fortement les décisions et le destin de Jeanne. La croyance à la magie et aux sorcières apparaît également : Tula, la mère de Jeanne, passe pour posséder la connaissance, c'est-à-dire un savoir de type magique transmis de mère en fille. La Grand'Gothe passe pour posséder également la connaissance mais pour s'en servir à des fins malveillantes. Plusieurs légendes du Berry sont évoquées au fil des pages : les lavandières de nuit, la Grand'Bête et le trésor dont elle passe pour être la gardienne, trésor que Jeanne avoue rêver de retrouver pour faire le bien de sa région. En termes d'économie narrative, George Sand utilise ces croyances pour installer et entretenir une atmosphère fantastique : les explications rationnelles aux événements sont toujours fournies, mais longtemps après et pas toujours à coup sûr, ce qui fait durer le suspense indispensable à un roman-feuilleton.
Mais ces croyances sont aussi pour Sand l'occasion d'aborder des problèmes d'éducation, qui constituent eux-mêmes des enjeux politiques. En effet, ces croyances, les preuves que les paysans pensent avoir de leur véracité, inspirent curiosité ou mépris aux messieurs de la ville. Au chapitre XVI, « La Velleda du mont Barlot », Marsillat juge que cette culture relève de l'ignorance et de la superstition et il estime qu'il est important de s'en moquer afin d'inciter les paysans à s'instruire, tandis que Guillaume et sir Arthur leur trouvent un intérêt culturel ; mais Marsillat leur fait remarquer qu'en raisonnant ainsi, ils entretiennent le peuple dans l'ignorance, donc dans la servitude sur le plan politique, ce qui revient à servir les intérêts de la noblesse et de la bourgeoisie au détriment du reste de la population. Sand pose le débat sans trancher la question définitivement. Simone Vierne estime que la mort de Jeanne à la fin du roman provient en partie de cette contradiction insoluble. Elle indique que des articles publiés par Sand sur le sujet montrent qu'elle rêve d'une éducation qui soustrairait les paysans à l'ignorance sans détruire leur culture en préservant ses particularités.
George Sand mentionne également plusieurs extraits de chansons, en majorité des chansons paysannes qu'elle fait chanter par Jeanne ou d'autres paysans. Elles sont attestées par ailleurs dans des versions complètes recueillies par les musicologues.

#### Le patois berrichon et le problème du style

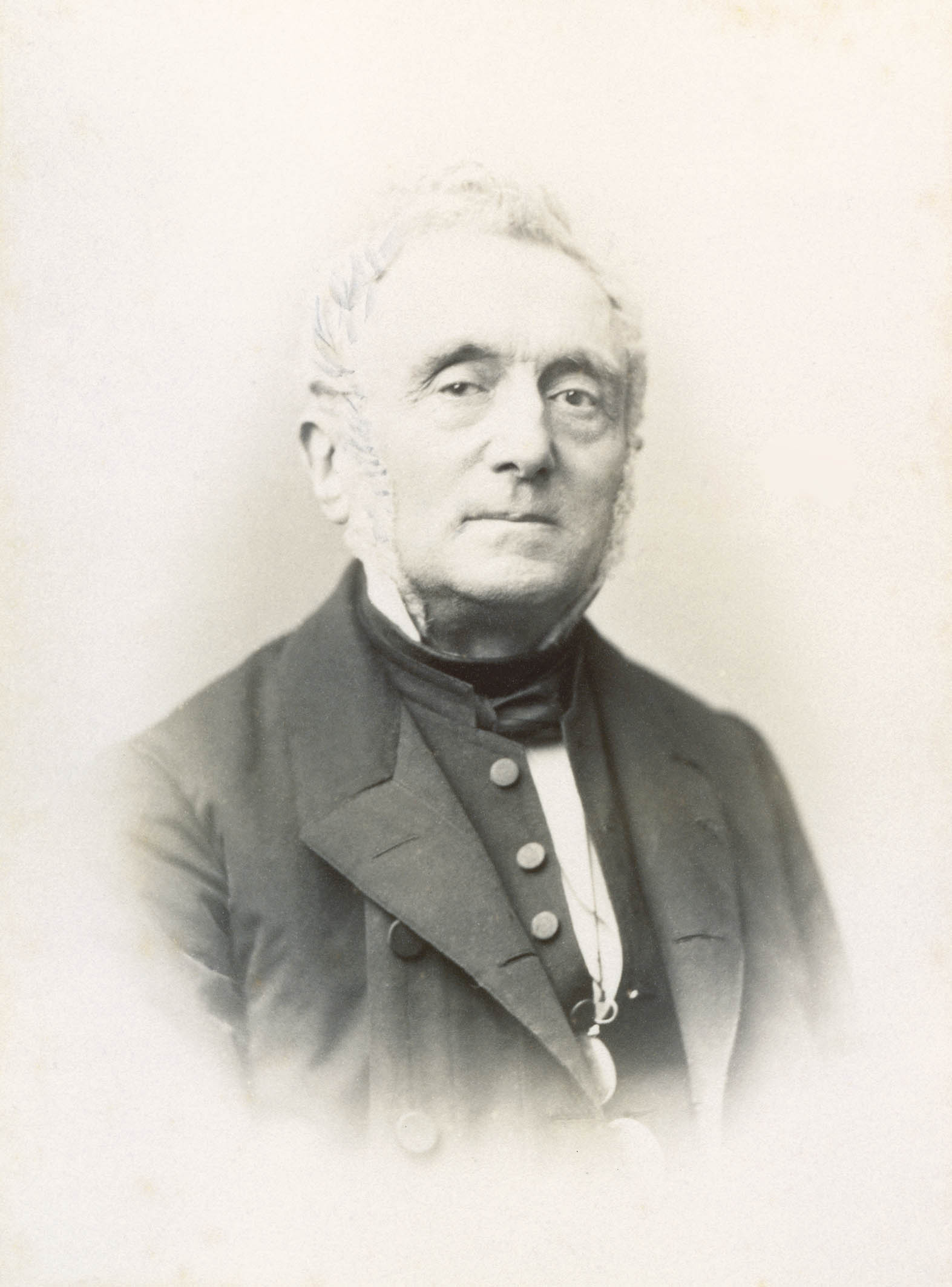
Hippolyte François Jaubert publia plusieurs ouvrages sur le patois berrichon.

Jeanne est le premier roman dans lequel Sand utilise régulièrement des mots de patois berrichon pour conférer plus de réalisme à son évocation de la région. Elle en emploie de nombreux, au point de devoir même parfois en donner les traductions entre parenthèses. Sand connaît le patois berrichon de première main puisqu'elle a grandi dans la région et a bénéficié de contacts plus nombreux avec les paysans que les petites filles de son milieu social n'en avaient généralement à l'époque. Il semble qu'au moment d'écrire Jeanne elle dispose déjà d'un lexique de patois berrichon qu'elle a élaboré elle-même et qu'elle approfondit au fil du temps, pour l'utiliser à nouveau par la suite dans l'écriture de romans comme La Petite Fadette. Elle a sans doute également utilisé des ouvrages disponibles à son époque, comme le Vocabulaire du Berry et de quelques cantons voisins (dans son édition de 1842) d'Hippolyte François Jaubert, avec qui elle était en contact et auquel elle a peut-être envoyé elle-même des mots berrichons.
George Sand doit cependant s'adapter aux attentes et aux exigences de son lectorat, car à l'époque la langue paysanne n'est pas transposée en littérature. Lorsqu'elle l'est, c'est de façon comique, dans la lignée de l'utilisation qu'en fait Molière dans ses comédies (qui mettent en scène elles-mêmes un patois artificiel et caricaturé). Sand doit donc adopter un compromis et intégrer des mots de patois et quelques tournures syntaxiques propres à la langue paysanne dans une prose globalement soutenue. Lorsqu'elle reproduit des tournures de la langue paysanne, elle prend parfois la précaution de prévenir ses lecteurs dans des notes, notamment au chapitre XIX où, dans une phrase qu'elle fait dire à Jeanne, elle n'emploie pas un subjonctif imparfait alors de règle dans une concordance des temps en contexte passé et lui fait dire « il faudrait que je vous quitte » (au lieu que « il faudrait que je vous quittasse » alors de règle à l'époque), et elle s'en explique : « Le lecteur me pardonnera, j'espère, de ne pas faire parler Jeanne correctement ; mais bien que je sois forcée, pour être intelligible, de traduire son vieux langage, l'espèce de compromis que je hasarde entre le berrichon et le français de nos jours, ne m'oblige pas à employer cet affreux imparfait du subjonctif, inconnu aux paysans. »
On remarque que, tout comme Sand et les historiens de son époque sont persuadés que les coutumes paysannes reflètent un état très ancien de la société, ils sont en outre persuadés que le patois berrichon est une langue ancienne, au sens où elle serait restée identique depuis l'Antiquité : de là le « vieux langage » dont parle Sand à propos de la façon dont Jeanne s'exprime.

### La mythification de la Creuse

#### Une évocation de la Creuse entre géographie réelle et mythique

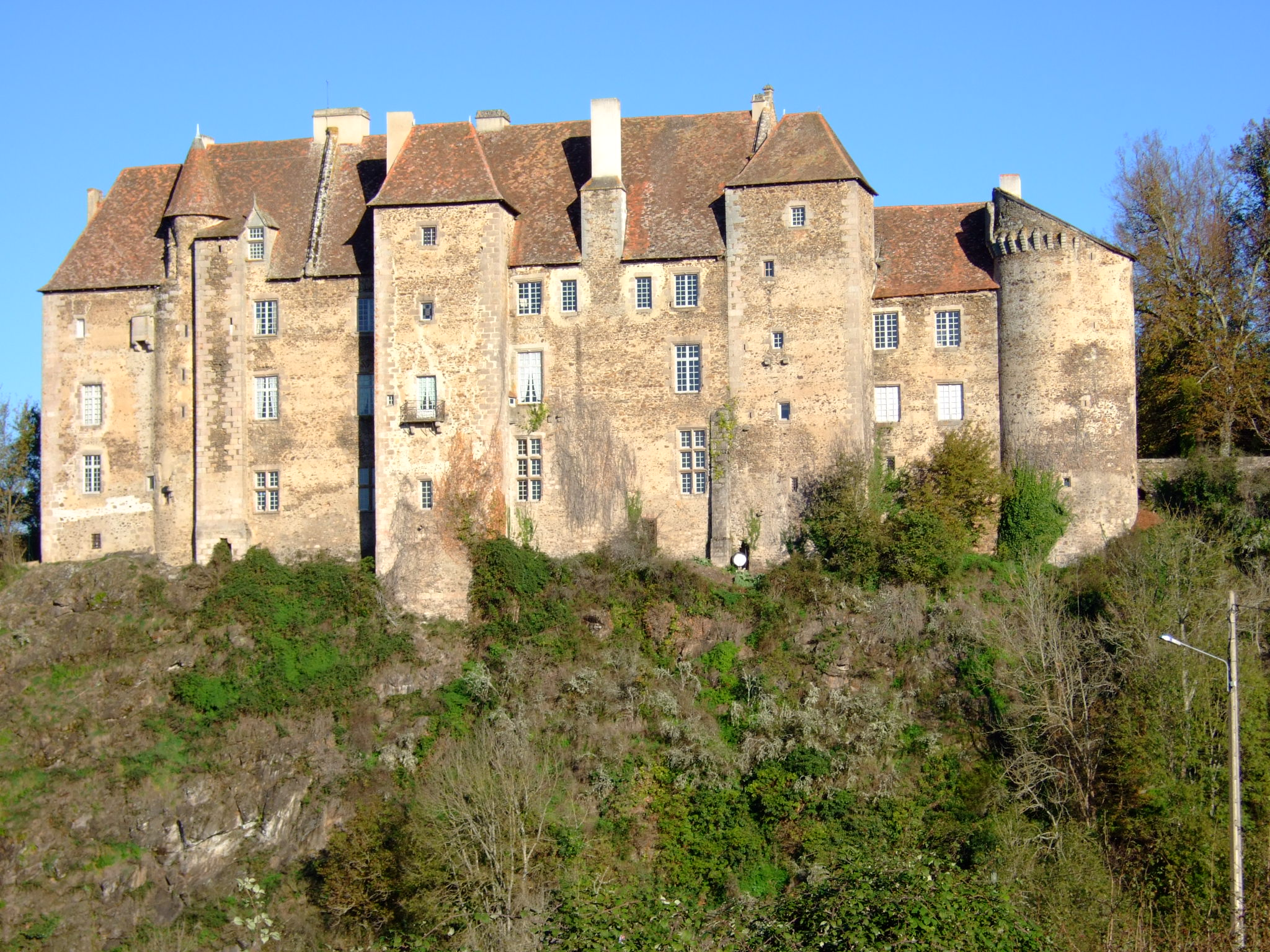
Façade du château de Boussac donnant sur la Petite-Creuse en 2006.

Dans Jeanne, George Sand mêle des descriptions géographiques réalistes résultant d'un travail de documentation précis à une élaboration littéraire qui change le décor en un espace mythique.
D'un côté, l'intrigue de Jeanne est précisément située dans la géographie réelle de la Creuse à l'époque de l'écriture du livre. Pour décrire la maison de Jeanne et de sa mère Tula dans les premiers chapitres, George Sand s'inspire d'une maison réelle de la région. Cependant, pour décrire l'incendie, elle s'inspire très probablement de son souvenir d'un incendie réel survenu non pas en Creuse mais dans son domaine de Nohant en 1842. La maison « réelle » de Jeanne n'a pas brûlé mais a été rattachée depuis à une ferme plus grande.
De même, la description de Boussac au chapitre X se fonde sur des séjours de l'écrivaine dans cette ville. En décrivant le château de Boussac, George Sand y fait notamment allusion à des tapisseries qui ne sont autres que celles de La Dame à la licorne qui se sont trouvées à Boussac entre 1835 et 1882 et y étaient donc à l'époque où Sand situe l'intrigue de Jeanne. Sand s'intéressait à ces tapisseries et leur a consacré plusieurs articles.
Autre référence géographique précise : le village de Montbras (devenu par la suite Montebras) qui est mentionné dans le roman pour les ruines d'une tour (en réalité plus probablement un tumulus), existe réellement et fait partie de l'actuelle commune de Soumans. Les péripéties des derniers chapitres du roman se déroulent dans les environs d'une autre commune réelle de la Creuse, Lavaufranche.
Loin d'idéaliser la Creuse telle qu'elle a pu la contempler à son époque, George Sand, au contraire d'écrivains comme l'historien Michelet, insiste sur la pauvreté de la région et va jusqu'à dépeindre la nature sous un jour hostile aux hommes et refermé sur lui-même, par exemple dans son évocation des « viviers » de Toull, ces sources affleurant sous le sol et qui se changent en piège pour les marcheurs.
Ce réalisme est cependant loin d'être poussé jusqu'au bout. En dépit de ces sources d'inspiration réelles et de cette volonté de précision géographique, George Sand s'affranchit très vite d'une description purement réaliste et fait entrer le paysage creusois dans le registre du mythique en superposant à un paysage qu'elle décrit d'abord comme pauvre et terne des références aux époques passées et au caractère mystérieux et sacré de cette campagne. Gérard Peylet remarque : « Le site pauvre et triste s’ouvre sur le passé, le mystère, le sacré, il devient une énigme à interpréter. » Cette mythification ne touche pas seulement les paysages, mais aussi les personnages, et avant tout le personnage de Jeanne.

#### Un mythe des origines au féminin

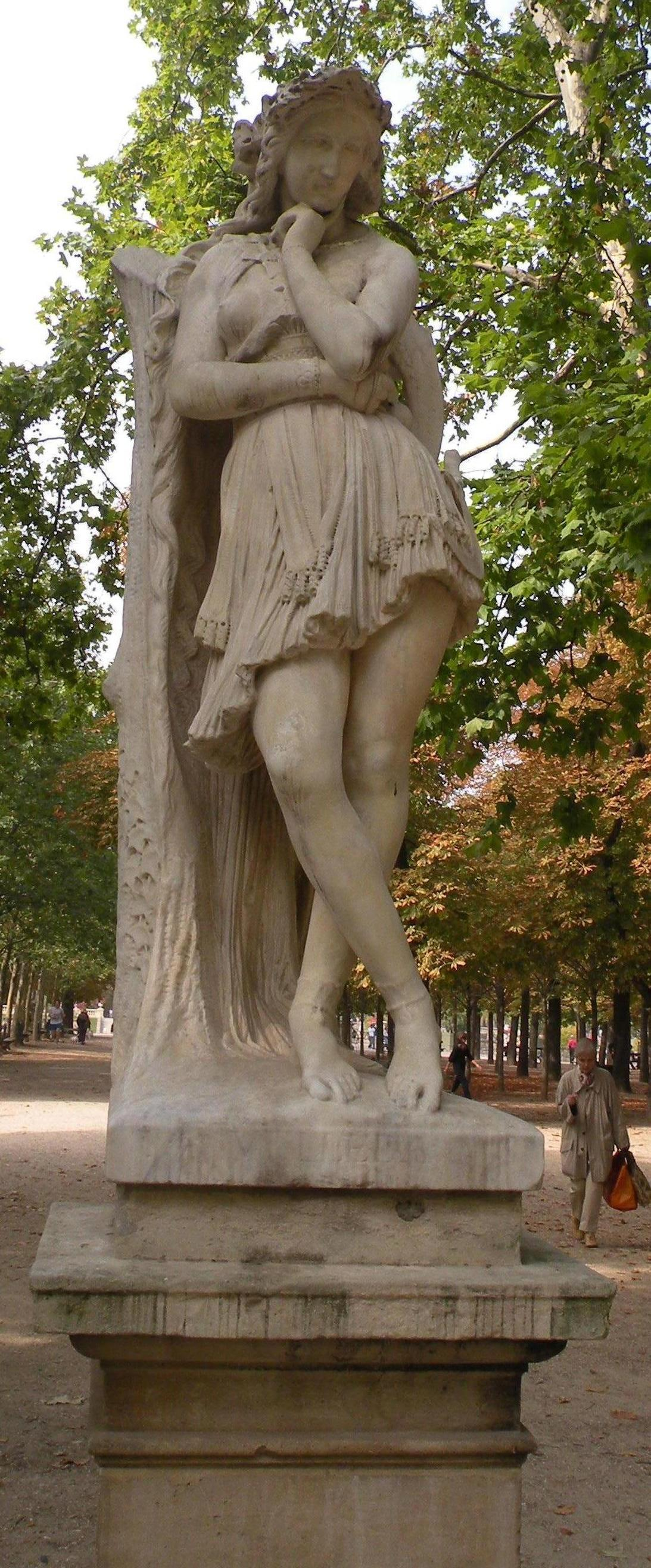
Velléda, sculpture d’Hippolyte Maindron au jardin du Luxembourg de Paris.

Dans Jeanne, George Sand s'interroge sur l'origine de l'espèce humaine et sur les anciennes mœurs et coutumes françaises. Dans sa Notice de 1852, elle indique avoir imaginé un exemple de « femme primitive », de « vierge de l'âge d'or » mais dans la société moderne. Elle imagine que ce personnage hors du commun peut se trouver dans le monde rural, dans « ces coins sacrés où la charrue n'a jamais passé, où la nature est encore sauvage, grandiose ou morne, où la tradition est encore debout, où l'homme semble avoir conservé son type gaulois et ses croyances fantastiques », des endroits où « on [se] sent à deux mille ans de la vie actuelle ». George Sand considère donc la France rurale comme un réservoir de coutumes anciennes susceptible de préserver tels quels des modes de vie, des usages et même des types moraux remontant jusqu'à l'Antiquité. Ce type de conception des liens entre géographie et histoire est présent à l'époque de Sand dans les réflexions d'historiens comme Jules Michelet dans son Tableau de la France paru en 1833. Sand lit les historiens de son temps : Michelet, Henri Martin, Edgar Quinet. Pour évoquer Toulx-Sainte-Croix et sa région, elle s'inspire d'un traité de Jean-François Barailon, un député de la Creuse membre de l'Académie Celtique qui se livre à des recherches archéologiques en amateur avec assez peu de rigueur et voit partout d'anciens monuments celtiques, notamment dans les Pierres Jaumâtres que Sand met en scène dans le prologue du roman. Sand puise dans ce traité non pas pour en reprendre la matière en la présentant sur un mode purement historique, mais pour en tirer de quoi mettre en place une évocation mythique du passé de la région. Sand ne semble pas avoir vraiment cru à tout ce qu'écrivaient Barailon et d'autres : en témoigne une scène du roman où Guillaume de Boussac se montre sceptique face aux explications passionnées du curé de Toull, qui veut retrouver des vestiges gaulois partout et multiplie les étymologies fantaisistes. L'intérêt pour l'histoire antique est une affaire familiale : Maurice Sand, fils de George Sand, publie en 1847 un article consacré aux Pierres Jaumâtres dans le magazine L'Illustration.
Tout en puisant chez les historiens et les « antiquaires » (terme qui désignait alors les chercheurs s'intéressant à l'Antiquité, autrement dit les antiquisants) de son époque, George Sand réalise sa propre lecture de leurs écrits et va parfois à contre-courant des clichés et des fantasmes de son temps au sujet du passé gaulois de la France. Tandis que des historiens comme Amédée Thierry s'imaginent les Gaulois comme un peuple par nature belliqueux et le placent tout entier sous le signe de la virilité, ou décrivent de supposés sacrifices humains sur les dolmens à toute occasion, Sand évoque non pas des druides, mais des druidesses, tout comme ses personnages de paysans sont des paysannes réputées sorcières, comme la Grand'Gothe. Jeanne, son personnage principal, est présentée par l'intermédiaire d'une série de comparaisons qui mettent en place un imaginaire moins historique que mythique visant à élaborer une figure féminine antique : elle est qualifiée parfois de « vierge gauloise », de « druidesse », de « prêtresse », de « Hécate gauloise », et elle est plusieurs fois comparée à la prophétesse Velléda, dans un mélange de références tour à tour chrétiennes et polythéistes, gauloises et romaines. Mais Sand emploie aussi des références à des peintures et à des sculptures d'époques variées allant jusqu'à la Renaissance et même jusqu'au XIXe siècle : elle compare Jeanne à la Vierge de Hans Holbein le Jeune (peintre du XVIe siècle), à une statue de Germain Pilon ou encore à la Madeleine d'Antonio Canova ; elle se réfère en outre à des personnages historiques comme Jeanne d'Arc. Elle se réfère enfin aux personnages fictifs d'un fameux roman du XVIIe siècle, L'Astrée, ce qui montre que son évocation des Gaulois est une variante sur le mythe de l'âge d'or auquel le monde de L'Astrée se rattache par l'intermédiaire du mythe idéalisant les campagnes de l'Arcadie en Grèce antique.

### Les aspects politiques: vers un roman social

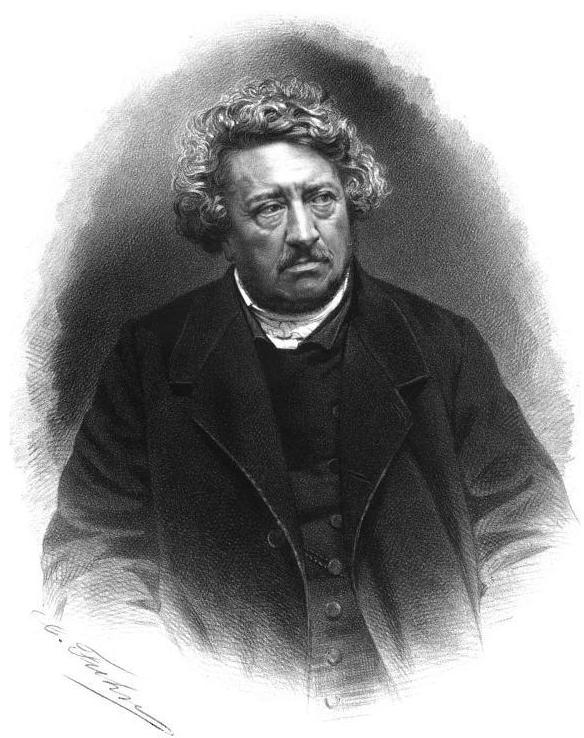
Pierre Leroux, gravure d'après une photographie de Carjat. 1865.

Quand Jeanne paraît en feuilleton, la France est gouvernée par la monarchie de Juillet qui s'est mise en place en 1830 après les journées révolutionnaires dites les Trois Glorieuses, et qui dure jusqu'à la Révolution française de 1848. Sous ce pouvoir monarchique, George Sand développe des idées républicaines perceptibles dans les relations entre les personnages et dans certaines de leurs réflexions. Ainsi Marie de Boussac, sœur du jeune baron Guillaume de Boussac et amie de la simple paysanne Jeanne, s'exclame au chapitre XIII : « Je sais que Jeanne est notre égale, Guillaume. »
Peu avant Jeanne, George Sand a publié plusieurs textes de réflexion politique et sociale qui montrent son cheminement intellectuel et son engagement progressif en politique, en tant que journaliste et en tant qu'écrivain. En décembre 1843, elle rédige une Lettre à M. de Lamartine où elle s'élève contre les conséquences néfastes de la centralisation, qui a mis la province au service de Paris et empêché le progrès matériel et moral de la paysannerie. Sand mène à cette période de sa vie une réflexion d'histoire politique sur la Révolution française, son détournement et ses échecs durant l'Empire puis la Restauration : elle cherche les moyens de donner au peuple, notamment aux paysans, les moyens intellectuels de s'engager politiquement sans se laisser tromper par les vaines promesses des nobles, des bourgeois et des propriétaires.
Au moment de l'écriture de Jeanne, George Sand s'intéresse fortement à la pensée socialiste, notamment aux idées de Pierre Leroux, avec qui elle participe au lancement du journal L'Éclaireur de l'Indre dont la presse est installée à Boussac en mars 1844. De 1845 à 1848, une communauté d'une trentaine de personnes s'installe à Boussac autour des revues L'Éclaireur de l'Indre et La Revue sociale. Solution pacifique du problème du prolétariat, animées par Pierre Leroux et ses proches. Les activités s'organisent à la fois autour de l'imprimerie et d'une communauté agricole. George Sand s'intéresse à la pensée de Leroux mais apporte aussi un soutien financier à la communauté, notamment à l'un des fils de Pierre, Achille Leroux, qu'elle soutient pour qu'il publie son roman Le Prolétaire. Entrée activement en politique avec l'affaire de la jeune femme Fanchette en 1843, George Sand s'attache à l'idée qu'il faut réveiller la province que la centralisation parisienne a plongée dans l'apathie, afin qu'elle s'engage davantage dans les luttes politiques et sociales. Ces idées influencent ses romans de cette période, comme Jeanne ou plus tard Le Péché de Monsieur Antoine.
Jeanne relève en partie du genre du roman social au sens où il met en présence des bergers, des nobles et des bourgeois et étudie les relations entre ces différentes catégories sociales. Mais en dépit de la bonne volonté de personnages comme Guillaume et Marie de Boussac, sir Arthur ou même Marsillat, la proximité qui peut s'établir dans le roman avec la paysanne Jeanne reste limitée. Laetitia Hanin estime que « la voix narrative n'est pas sans ironie vis-à-vis des personnages qui, nostalgiques du romantisme plutôt que véritablement romantiques, s'excitent à l'amour et aux idées sociales plus qu'ils ne les ressentent » ce qui les rend « parfois franchement ridicules » à dessein, par exemple Guillaume de Boussac lorsqu'il tombe malade d'amour ou sir Arthur qui est parfois comparé à Don Quichotte, l'hidalgo fou vivant dans ses rêves romanesques. Cette ironie ressort de l'emploi délibéré par Sand de motifs éculés, comme lorsqu'au chapitre XIX Guillaume se plaint de sa passion à Jeanne en « se tordant les mains » et déclare : « Oh ! cruelle, cruelle enfant, qui ne comprend pas l’amour ! » ou encore : « Ta beauté me dévore le cœur, et ta vertu m'anéantit. » Même emploi d'une rhétorique outrée dans le cas de Marsillat qui, dans sa tentative de séduction au chapitre XXII, prononce des phrases comme : « Ton chagrin remplit mon cœur, et tes larmes me font mal. » Ce recours à l'ironie est un moyen pour Sand de dénoncer le romantisme en tant qu'« aristocratisme », développant des idées trompeuses et un langage artificiel. La même association entre l'aristocratie et la fiction se retrouve au chapitre XVI pendant la discussion sur les croyances naïves de Jeanne et leur bien-fondé : ce sont les aristocrates qui voudraient préserver les légendes auxquelles croit Jeanne, mais Marsillat remet en question cette prise de position en accusant Guillaume de Boussac de vouloir simplement entretenir la paysannerie dans l'ignorance pour mieux la dominer.
Dans une lecture sociale du roman, le destin funeste du personnage de Jeanne peut s'expliquer par l'impossibilité d'établir une communication et donc une relation sociale intime avec des membres d'une catégorie sociale plus aisée (relation d'amitié avec Marie ou Guillaume de Boussac, ou relation de conjugalité avec sir Arthur Harley). Sur le plan social, le manque d'éducation de Jeanne empêche toute conversation réelle avec sir Arthur Harley, en dépit des efforts de ce dernier. Mais l'impossibilité provient aussi du refus délibéré de Jeanne de se marier avec Arthur, pour trois raisons : parce que c'est un homme riche (ce qui relève d'un choix social), parce que c'est un Anglais (choix montrant ses préjugés naïfs de bergère élevée dans une conception floue de l'Histoire) et parce qu'elle refuse de se marier tout court (ce qui relève d'un choix spirituel provenant de son vœu lié à sa croyance aux fades).
Après cette première expérimentation dans Jeanne, Sand développe et amplifie ses idées républicaines dans ses romans suivants, en particulier Le Meunier d'Angibault au début de l'année 1845. Ce roman, contrairement à Jeanne, tente de trouver une conclusion heureuse à la rencontre entre une paysanne et des catégories sociales plus élevées, en particulier par le biais d'un mariage. Mais Véron, le directeur du Constitutionnel, voit dans cette tentative une provocation contre l'ordre établi et refuse finalement de publier le roman, ce qui est la cause d'une brouille avec George Sand. Par ailleurs, Sand poursuit sa réflexion théorique en politique avec la Lettre d'un paysan de la Vallée noire écrite sous la dictée de Blaise Bonin, écrite en octobre 1844, six mois après la fin de la parution de Jeanne en feuilleton : elle y met en scène un paysan du Berry qui, sous un langage populaire simple et des protestations de bon sens, développe une réflexion sur les moyens de poursuivre et d'achever enfin le projet révolutionnaire de 1789 mis à mal par l'Empire, la Restauration et le détournement de la révolution de 1830.

### Une préfiguration du symbolisme
Selon Laetitia Hanin, certains aspects de Jeanne préfigurent déjà l'esthétique symboliste qui s'épanouit quelques décennies plus tard, vers la fin du XIXe siècle. Un premier aspect est l'atmosphère surannée et onirique de l'œuvre, dont les personnages semblent nostalgiques d'époques passées plus qu'enracinés dans le présent (la Charmois fait remarquer au chapitre XX que Guillaume « aime sir Arthur comme un frère d'armes du Moyen Âge » ; les techniques de séduction de Marsillat recourent à des clichés rhétoriques surannés). Un deuxième aspect réside dans l'univers onirique et souvent oppressant du roman avec ses références multiples à des époques éloignées ou merveilleuses (le passé celte, les légendes paysannes…) et ses menaces renouvelées de chapitre en chapitre. L'intériorité des personnages est fortement développée. Enfin, l'auteure insiste sur le caractère mystérieux de Jeanne et sur l'étonnement et la fascination qu'elle exerce sur les autres personnages. De simple paysanne, Jeanne devient une véritable énigme : chacun se demande d'où provient la force de sa foi en ses croyances et en son mode de vie plein d'abnégation, et elle meurt en emportant avec elle son secret.
Hanin compare l'intrigue de Jeanne avec celle de la pièce de théâtre symboliste Pelléas et Mélisande de Maurice Maeterlinck, parue en 1893, et elle trouve des aspects communs aux intrigues et aux personnages féminins principaux des deux œuvres : toutes les deux mystérieuses et d'une beauté surnaturelle, elles périssent sans cause physique apparente, atteintes davantage par des souffrances psychologiques et des offenses morales.

### Un roman à portée féministe
Plusieurs universitaires ont montré le féminisme à l'œuvre dans le roman. Dans George Sand mythographe, Isabelle Hoog-Naginski replace la figure de Jeanne parmi un ensemble de personnages à portée archétypique qui lui permettent de diffuser ses idées : « Par la voix du personnage féminin autant que masculin — et ce fait est exceptionnel —, Sand a pu lancer des idées neuves qui s'accordaient avec ses convictions sociales ». S.L.F. Richards considère que George Sand utilise la thématique pastorale de romans comme Jeanne pour créer un espace romanesque où les conventions patriarcales habituelles de genre, de sexualité et de religion sont suspendues, ce qui lui permet de réhabiliter des figures de femmes auparavant marginalisées et de produire ainsi un discours subversif.

## Accueil critique

### En France

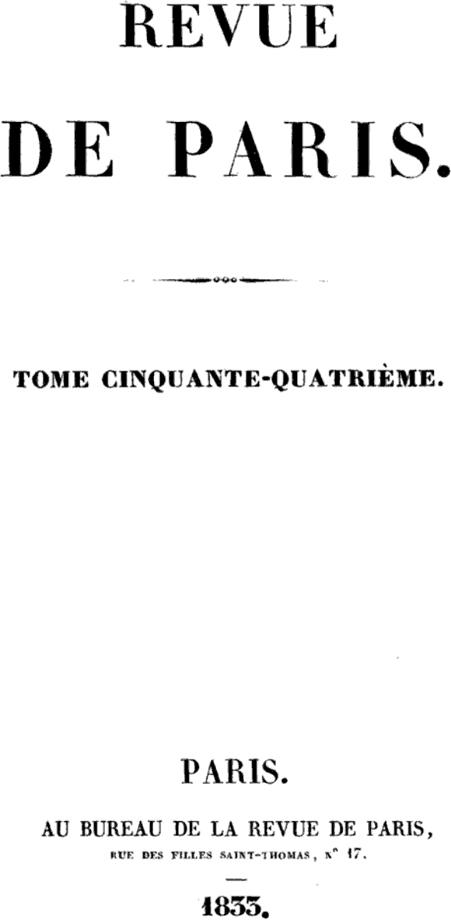
Une couverture de la Revue de Paris en 1833, quelques années avant Jeanne.

À sa parution en feuilleton, Jeanne reçoit des avis généralement négatifs de la part des critiques littéraires français. Les reproches adressés au roman portent sur quatre de ses aspects : les procédés du feuilleton et l'esthétique dont ils sont porteurs, notamment l'emploi excessif de rebondissements et le recours à l'érudition archéologique jugée inutile ; le langage des paysans, qui semble vulgaire aux critiques de l'époque ; le personnage de Jeanne, jugé invraisemblable ; et le discours philosophique de Sand.
La Revue de Paris livre une critique très défavorable au roman le 7 mai 1844. Le critique juge la forme du feuilleton inappropriée pour un roman censé renouer avec la fraîcheur et la simplicité rustiques, car les exigences du genre contraignent l'auteur à une écriture rapide impliquant la superficialité dans le traitement des personnages et le recours à une « fausse érudition […], une vaine superfluité qui accuse la précipitation et la négligence de l'écrivain » accusé de suivre les mêmes travers d'« additions digressives » que Balzac. Déconcerté par l'emploi de mots du patois berrichon et par la volonté de Sand de s'approcher de la langue orale réelle des paysans, le critique déclare : « Je ne connais rien de plus fatigant et de plus ridiculement puéril que cet affreux patois » et juge le résultat « d'une trivialité à faire frémir ». Le critique reproche en outre au roman « des lacunes nombreuses […], des négligences sans fin » qui, selon lui, trahissent un travail précipité. Dans un second article paru le 4 juin, alors que le feuilleton a progressé, le critique se réjouit du fait que Sand a atténué l'emploi du patois dans les dialogues des personnages, mais voudrait les voir disparaître entièrement. Il déplore les « prétentions à l'universalité que George Sand se plaît à étaler depuis quelque temps », c'est-à-dire l'intérêt manifeste de l'auteur pour plusieurs sciences et domaines de réflexion, en l'occurrence, dans Jeanne, la philosophie, l'archéologie et l'histoire des religions. Cela le conduit à dénigrer le personnage de Jeanne dont il n'apprécie pas qu'elle soit comparée tour à tour à Isis, à Velléda, à Jeanne d'Arc, à une druidesse, etc. : il voudrait qu'elle ne soit qu'une paysanne.
Dans la Revue des deux Mondes de juillet 1844, Paulin Limayrac déclare : « Malgré un prologue charmant et des parties distinguées qui rappellent l'ancien pinceau, malgré deux caractères d'hommes habilement tracés, la donnée du roman, nous sommes fâchés de le dire, est entièrement fausse. » Il reproche en effet à Jeanne plusieurs invraisemblances ou problèmes de construction : selon lui, Jeanne ne change pas au fil du roman et son personnage manque donc de vérité, au point que Limayrac ne comprend pas comment trois hommes peuvent en tomber amoureux. Lui aussi critique l'intérêt de Sand pour la philosophie.
En revanche, Jeanne est lu et très apprécié par certains écrivains français. Henri de Latouche, ami de Sand, à laquelle il a fourni des avis et des conseils qu'elle n'a généralement pas suivis, reste enthousiaste devant le résultat final et lui écrit à la parution du livre : « Ma chère enfant, je viens de lire Jeanne et je vous en fais mon compliment, vous n'avez rien fait de mieux dans toutes vos œuvres, et vous avez, sans aucune restriction, l'éloge de votre vieil ami dom Marc. » Honoré de Balzac, dans une lettre à Madame Hanska le 8 novembre 1844, juge le personnage de Jeanne proprement dit parfait et les paysages décrits « de main de maître », tout en émettant des réserves sur la construction de l'intrigue et sur certaines péripéties accessoires.
La place de Jeanne dans l'œuvre de George Sand est commentée par le critique littéraire Sainte-Beuve quelques années après sa parution. Dans ses Causeries du lundi publiées en 1851, il remarque : « Le roman de Jeanne est celui dans lequel elle a commencé de marquer son dessein pastoral. » Il trouve toutefois que « la placidité et la simplicité merveilleuse de la belle bergère en restent le plus souvent à la simplesse ». Il reconnaît au livre qu'il « présente de l'intérêt, un intérêt élevé, mais qui se complique de roman » (au sens de ficelles romanesques excessives).

### Ailleurs dans le monde

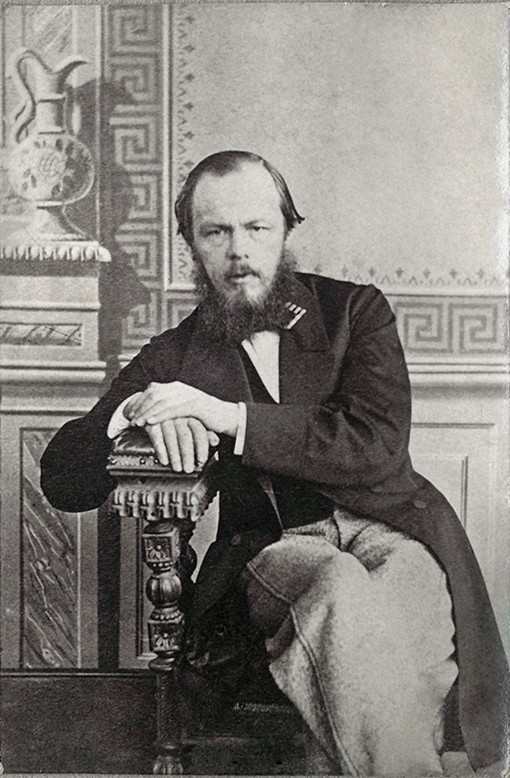
Dostoïevski en 1863. L'écrivain russe fait partie des lecteurs convaincus par Jeanne.

La revue littéraire britannique The Foreign Quarterly Review d'avril 1846 (volume XXXVII) fait allusion à des critiques très contrastées reçues par le roman : « Certains parlent avec ravissement de sa pureté et de son idéalité ; d'autres le considèrent comme faible. » L'auteur de l'article explique cela par le fait que Jeanne est « l'histoire la plus goethienne qu'elle ait écrite », au sens où elle « contient tant de lumière sans chaleur ». Le critique émet un avis personnel déçu. Il reproche au roman le personnage de Jeanne elle-même, qu'il estime raté car d'une chasteté si uniforme qu'elle sombre dans l'insensibilité brute, ce qui ôte son intérêt dramatique à l'histoire, car « là où il n'y a pas de passion à combattre il n'y a pas d'honneur à rester pure ». Il reproche aussi à la naïveté de Jeanne de tendre vers un éloge de l'ignorance. Pour ce qui est du style, il le juge inhabituellement languide, manquant de l'animation et de la passion habituelles sous la plume de Sand. Il conclut cependant que « Jeanne peut être recommandé en tant qu'œuvre que même les jeunes filles pourraient lire : elle ne contient rien qui puisse effaroucher le caractère le plus tatillon, rien qui puisse scandaliser la "convenance" la plus inquisitrice ».
Le roman trouve en revanche un partisan en la personne de l'écrivain russe Fiodor Dostoïevski. Dans son journal d'écrivain, il admire le personnage de Jeanne ainsi que plusieurs autres personnages de jeunes femmes des premiers romans de Sand. Jeanne, selon lui, « résout de façon lumineuse la question historique de Jeanne d'Arc » puisqu'elle « ressuscite pour nous, dans la personne d'une jeune paysanne quelconque, la figure de l'héroïne française et rend en quelque sorte palpable la vraisemblance de tout un cycle historique admirable ». Le personnage de Jeanne est pour lui une réussite singulière de Sand, « un type idéal aussi pur de jeune fille innocente, puissante par son innocence même ».

## Postérité

### Sand et Balzac
Honoré de Balzac, l'une des rares personnalités publiques à avoir apprécié Jeanne en France, s'intéresse lui-même au monde paysan français dans un roman intitulé Les Paysans qui est en cours d'écriture au moment de la parution du roman de Sand. Balzac donne cependant une vision du monde paysan très différente de celle de Sand : ses paysans sont malveillants, comploteurs et conservatistes. Les Paysans, paru dans La Presse entre le 3 et le 21 décembre 1844, reste inachevé, interrompu par la mort de l'écrivain. De leur vivant, Sand et Balzac appréciaient mutuellement leurs œuvres en dépit des nettes différences entre leurs esthétiques respectives : dans une préface à son Compagnon du Tour de France en 1851, Sand explique avoir laissé volontiers à Balzac la « tragédie humaine », préférant de son côté se contenter de « l'églogue ».

### Oubli et redécouverte
Du vivant de Sand, Jeanne connaît plusieurs rééditions, soit seul, soit inclus dans des volumes regroupant plusieurs œuvres de l'auteure, comme la série des Œuvres de George Sand parues à Paris chez Pierre-Jules Hetzel en 1852 ou dans les Œuvres illustrées de George Sand assorties de « préfaces et notices nouvelles par l'auteur » et de gravures d'après des dessins de Tony Johannot et Maurice Sand qui paraissent chez le même éditeur entre 1852 et 1856 (Jeanne se trouve dans le volume III paru en 1853). Plusieurs autres rééditions paraissent, soit chez Jules Hetzel, soit chez Michel Lévy frères, dans les années 1860.
Après la mort de George Sand, Jeanne continue à être réédité jusqu'à une édition chez Calmann-Lévy en 1930. Après cela, le roman n'est plus réédité, comme toute une partie de ses livres. Fin 1975, à l'approche du centenaire de la mort de l'auteure (1876-1976), Georges Lubin, spécialiste de Sand, déplore le peu de titres disponibles auprès des éditeurs français, qui se contentent de réimprimer les romans champêtres de Sand les plus connus au détriment d'autres ouvrages comme Jeanne. En 1976, Georges Lubin écrit lui-même une présentation pour une réédition du roman aux éditions d'Aujourd'hui qui consiste en un fac-similé de l'édition Hetzel de 1852. Dans un article publié par la revue savante Romantisme en 1977, Reinhold R. Grimm voit dans Jeanne « un des romans les plus injustement méconnus de George Sand ». Les choses s'améliorent à partir de 1978 avec la parution d'une édition critique du roman réalisée par Simone Vierne, autre spécialiste de George Sand. Deux autres éditions dotées d'un apparat critique sont publiées en 2006 (par Pierre Laforgue chez Christian Pirot) et 2016 (par Laetitia Hanin, dans la série des Œuvres complètes dirigée par la sandienne Béatrice Didier chez Champion) : ces parutions contribuent à attirer de nouveau l'attention sur le roman et à faciliter son étude.